# Lijst van vissen S
Deze lijst van vissen S bevat alle vissen beginnende met de letter S zoals opgenomen in FishBase. De lijst is gebaseerd op de wetenschappelijke naam van de vissoort. Voor de overige namen zie: Lijst van alle vissen.
1. Sabanejewia aurata aralensis
2. Sabanejewia aurata aurata
3. Sabanejewia balcanica
4. Sabanejewia bulgarica
5. Sabanejewia caspia
6. Sabanejewia caucasica
7. Sabanejewia kubanica
8. Sabanejewia larvata
9. Sabanejewia romanica
10. Saccoderma hastata
11. Saccoderma melanostigma
12. Saccoderma robusta
13. Saccodon dariensis
14. Saccodon terminalis
15. Saccodon wagneri
16. Saccogaster hawaii
17. Saccogaster maculata
18. Saccogaster melanomycter
19. Saccogaster normae
20. Saccogaster parva
21. Saccogaster rhamphidognatha
22. Saccogaster staigeri
23. Saccogaster tuberculata
24. Saccopharynx ampullaceus
25. Saccopharynx berteli
26. Saccopharynx flagellum
27. Saccopharynx harrisoni
28. Saccopharynx hjorti
29. Saccopharynx lavenbergi
30. Saccopharynx paucovertebratis
31. Saccopharynx ramosus
32. Saccopharynx schmidti
33. Saccopharynx thalassa
34. Saccopharynx trilobatus
35. Sacura boulengeri
36. Sacura margaritacea
37. Sacura parva
38. Sacura speciosa
39. Sagamia geneionema
40. Sagamichthys abei
41. Sagamichthys gracilis
42. Sagamichthys schnakenbecki
43. Salangichthys ishikawae
44. Salangichthys microdon
45. Salanx ariakensis
46. Salanx chinensis
47. Salanx cuvieri
48. Salanx prognathus
49. Salanx reevesii
50. Salaria basilisca
51. Salaria economidisi
52. Salaria fluviatilis
53. Salaria pavo
54. Salarias alboguttatus
55. Salarias ceramensis
56. Salarias fasciatus
57. Salarias guttatus
58. Salarias luctuosus
59. Salarias nigrocinctus
60. Salarias obscurus
61. Salarias patzneri
62. Salarias ramosus
63. Salarias reticulatus
64. Salarias segmentatus
65. Salarias sexfilum
66. Salarias sibogai
67. Salarias sinuosus
68. Salilota australis
69. Salminus affinis
70. Salminus brasiliensis
71. Salminus franciscanus
72. Salminus hilarii
73. Salmo akairos
74. Salmo aphelios
75. Salmo balcanicus
76. Salmo carpio
77. Salmo cettii
78. Salmo dentex
79. Salmo ezenami
80. Salmo ferox
81. Salmo fibreni
82. Salmo ischchan
83. Salmo labrax
84. Salmo letnica
85. Salmo lumi
86. Salmo macedonicus
87. Salmo marmoratus
88. Salmo nigripinnis
89. Salmo obtusirostris
90. Salmo pallaryi
91. Salmo pelagonicus
92. Salmo peristericus
93. Salmo platycephalus
94. Salmo rhodanensis
95. Salmo salar
96. Salmo schiefermuelleri
97. Salmo stomachicus
98. Salmo taleri
99. Salmo trutta aralensis
100. Salmo trutta fario
101. Salmo trutta lacustris
102. Salmo trutta macrostigma
103. Salmo trutta oxianus
104. Salmo trutta trutta
105. Salmo visovacensis
106. Salmo zrmanjaensis
107. Salmophasia balookee
108. Salmophasia punjabensis
109. Salmostoma acinaces
110. Salmostoma bacaila
111. Salmostoma belachi
112. Salmostoma boopis
113. Salmostoma horai
114. Salmostoma novacula
115. Salmostoma orissaensis
116. Salmostoma phulo
117. Salmostoma sardinella
118. Salmostoma sladoni
119. Salmostoma untrahi
120. Saloptia powelli
121. Salvelinus agassizii
122. Salvelinus albus
123. Salvelinus alpinus alpinus
124. Salvelinus alpinus erythrinus
125. Salvelinus anaktuvukensis
126. Salvelinus andriashevi
127. Salvelinus boganidae
128. Salvelinus colii
129. Salvelinus confluentus
130. Salvelinus curilus
131. Salvelinus czerskii
132. Salvelinus drjagini
133. Salvelinus elgyticus
134. Salvelinus evasus
135. Salvelinus fimbriatus
136. Salvelinus fontinalis
137. Salvelinus gracillimus
138. Salvelinus grayi
139. Salvelinus inframundus
140. Salvelinus jacuticus
141. Salvelinus japonicus
142. Salvelinus killinensis
143. Salvelinus krogiusae
144. Salvelinus kronocius
145. Salvelinus kuznetzovi
146. Salvelinus leucomaenis imbrius
147. Salvelinus leucomaenis leucomaenis
148. Salvelinus leucomaenis pluvius
149. Salvelinus levanidovi
150. Salvelinus lonsdalii
151. Salvelinus mallochi
152. Salvelinus malma krascheninnikova
153. Salvelinus malma malma
154. Salvelinus malma miyabei
155. Salvelinus maxillaris
156. Salvelinus murta
157. Salvelinus namaycush
158. Salvelinus neiva
159. Salvelinus neocomensis
160. Salvelinus obtusus
161. Salvelinus perisii
162. Salvelinus profundus
163. Salvelinus scharffi
164. Salvelinus schmidti
165. Salvelinus struanensis
166. Salvelinus taimyricus
167. Salvelinus taranetzi
168. Salvelinus thingvallensis
169. Salvelinus tolmachoffi
170. Salvelinus trevelyani
171. Salvelinus umbla
172. Salvelinus vasiljevae
173. Salvelinus willoughbii
174. Salvelinus youngeri
175. Salvethymus svetovidovi
176. Samaris costae
177. Samaris cristatus
178. Samaris macrolepis
179. Samariscus asanoi
180. Samariscus corallinus
181. Samariscus desoutterae
182. Samariscus filipectoralis
183. Samariscus huysmani
184. Samariscus inornatus
185. Samariscus japonicus
186. Samariscus latus
187. Samariscus longimanus
188. Samariscus luzonensis
189. Samariscus macrognathus
190. Samariscus maculatus
191. Samariscus multiradiatus
192. Samariscus nielseni
193. Samariscus sunieri
194. Samariscus triocellatus
195. Samariscus xenicus
196. Sanagia velifera
197. Sandelia bainsii
198. Sandelia capensis
199. Sander canadensis
200. Sander lucioperca
201. Sander marinus
202. Sander vitreus
203. Sander volgensis
204. Sanopus astrifer
205. Sanopus barbatus
206. Sanopus greenfieldorum
207. Sanopus johnsoni
208. Sanopus reticulatus
209. Sanopus splendidus
210. Sarcocheilichthys biwaensis
211. Sarcocheilichthys caobangensis
212. Sarcocheilichthys czerskii
213. Sarcocheilichthys davidi
214. Sarcocheilichthys hainanensis
215. Sarcocheilichthys kiangsiensis
216. Sarcocheilichthys lacustris
217. Sarcocheilichthys nigripinnis morii
218. Sarcocheilichthys nigripinnis nigripinnis
219. Sarcocheilichthys parvus
220. Sarcocheilichthys sinensis fukiensis
221. Sarcocheilichthys sinensis sinensis
222. Sarcocheilichthys soldatovi
223. Sarcocheilichthys variegatus microoculus
224. Sarcocheilichthys variegatus variegatus
225. Sarcocheilichthys variegatus wakiyae
226. Sarcoglanis simplex
227. Sarda australis
228. Sarda chiliensis chiliensis
229. Sarda chiliensis lineolata
230. Sarda orientalis
231. Sarda sarda
232. Sardina pilchardus
233. Sardinella albella
234. Sardinella atricauda
235. Sardinella aurita
236. Sardinella brachysoma
237. Sardinella fijiense
238. Sardinella fimbriata
239. Sardinella gibbosa
240. Sardinella hualiensis
241. Sardinella janeiro
242. Sardinella jussieu
243. Sardinella lemuru
244. Sardinella longiceps
245. Sardinella maderensis
246. Sardinella marquesensis
247. Sardinella melanura
248. Sardinella neglecta
249. Sardinella richardsoni
250. Sardinella rouxi
251. Sardinella sindensis
252. Sardinella tawilis
253. Sardinella zunasi
254. Sardinops sagax
255. Sargocentron bullisi
256. Sargocentron caudimaculatum
257. Sargocentron cornutum
258. Sargocentron coruscum
259. Sargocentron diadema
260. Sargocentron dorsomaculatum
261. Sargocentron ensifer
262. Sargocentron furcatum
263. Sargocentron hastatum
264. Sargocentron hormion
265. Sargocentron inaequalis
266. Sargocentron iota
267. Sargocentron ittodai
268. Sargocentron lepros
269. Sargocentron macrosquamis
270. Sargocentron marisrubri
271. Sargocentron megalops
272. Sargocentron melanospilos
273. Sargocentron microstoma
274. Sargocentron poco
275. Sargocentron praslin
276. Sargocentron punctatissimum
277. Sargocentron rubrum
278. Sargocentron seychellense
279. Sargocentron shimizui
280. Sargocentron spiniferum
281. Sargocentron spinosissimum
282. Sargocentron suborbitalis
283. Sargocentron tiere
284. Sargocentron tiereoides
285. Sargocentron vexillarium
286. Sargocentron violaceum
287. Sargocentron wilhelmi
288. Sargocentron xantherythrum
289. Sargochromis carlottae
290. Sargochromis codringtonii
291. Sargochromis coulteri
292. Sargochromis giardi
293. Sargochromis greenwoodi
294. Sargochromis mellandi
295. Sargochromis mortimeri
296. Sargochromis thysi
297. Sarotherodon caroli
298. Sarotherodon caudomarginatus
299. Sarotherodon galilaeus borkuanus
300. Sarotherodon galilaeus boulengeri
301. Sarotherodon galilaeus galilaeus
302. Sarotherodon galilaeus multifasciatus
303. Sarotherodon galilaeus sanagaensis
304. Sarotherodon linnellii
305. Sarotherodon lohbergeri
306. Sarotherodon melanotheron heudelotii
307. Sarotherodon melanotheron leonensis
308. Sarotherodon melanotheron melanotheron
309. Sarotherodon mvogoi
310. Sarotherodon nigripinnis dolloi
311. Sarotherodon nigripinnis nigripinnis
312. Sarotherodon occidentalis
313. Sarotherodon steinbachi
314. Sarotherodon tournieri liberiensis
315. Sarotherodon tournieri tournieri
316. Sarpa salpa
317. Sarritor frenatus
318. Sarritor knipowitschi
319. Sarritor leptorhynchus
320. Sartor elongatus
321. Sartor respectus
322. Sartor tucuruiense
323. Satan eurystomus
324. Satanoperca acuticeps
325. Satanoperca daemon
326. Satanoperca jurupari
327. Satanoperca leucosticta
328. Satanoperca lilith
329. Satanoperca mapiritensis
330. Satanoperca pappaterra
331. Satyrichthys adeni
332. Satyrichthys amiscus
333. Satyrichthys clavilapis
334. Satyrichthys engyceros
335. Satyrichthys hians
336. Satyrichthys isokawae
337. Satyrichthys laticephalus
338. Satyrichthys lingi
339. Satyrichthys longiceps
340. Satyrichthys magnus
341. Satyrichthys orientale
342. Satyrichthys piercei
343. Satyrichthys quadratorostratus
344. Satyrichthys rieffeli
345. Satyrichthys serrulatus
346. Satyrichthys welchi
347. Saurenchelys cancrivora
348. Saurenchelys cognita
349. Saurenchelys fierasfer
350. Saurenchelys finitimus
351. Saurenchelys lateromaculatus
352. Saurenchelys meteori
353. Saurenchelys stylura
354. Saurenchelys taiwanensis
355. Saurida argentea
356. Saurida brasiliensis
357. Saurida caribbaea
358. Saurida elongata
359. Saurida filamentosa
360. Saurida flamma
361. Saurida gracilis
362. Saurida grandisquamis
363. Saurida isarankurai
364. Saurida longimanus
365. Saurida macrolepis
366. Saurida microlepis
367. Saurida micropectoralis
368. Saurida nebulosa
369. Saurida normani
370. Saurida pseudotumbil
371. Saurida suspicio
372. Saurida tumbil
373. Saurida umeyoshii
374. Saurida undosquamis
375. Saurida wanieso
376. Saurogobio dabryi
377. Saurogobio dumerili
378. Saurogobio gracilicaudatus
379. Saurogobio gymnocheilus
380. Saurogobio immaculatus
381. Saurogobio lissilabris
382. Saurogobio xiangjiangensis
383. Sauvagella madagascariensis
384. Sauvagella robusta
385. Sawbwa resplendens
386. Scaevius milii
387. Scalanago lateralis
388. Scaphesthes macrolepis
389. Scaphiodonichthys acanthopterus
390. Scaphiodonichthys burmanicus
391. Scaphiodonichthys macracanthus
392. Scaphirhynchus albus
393. Scaphirhynchus platorynchus
394. Scaphirhynchus suttkusi
395. Scaphognathops bandanensis
396. Scaphognathops stejnegeri
397. Scaphognathops theunensis
398. Scardinius acarnanicus
399. Scardinius elmaliensis
400. Scardinius erythrophthalmus
401. Scardinius graecus
402. Scardinius knezevici
403. Scardinius racovitzai
404. Scardinius scardafa
405. Scartelaos cantoris
406. Scartelaos gigas
407. Scartelaos histophorus
408. Scartelaos tenuis
409. Scartella caboverdiana
410. Scartella cristata
411. Scartella emarginata
412. Scartella nuchifilis
413. Scartella poiti
414. Scartella springeri
415. Scartichthys crapulatus
416. Scartichthys gigas
417. Scartichthys variolatus
418. Scartichthys viridis
419. Scarus altipinnis
420. Scarus arabicus
421. Scarus caudofasciatus
422. Scarus chameleon
423. Scarus chinensis
424. Scarus coelestinus
425. Scarus coeruleus
426. Scarus collana
427. Scarus compressus
428. Scarus dimidiatus
429. Scarus dubius
430. Scarus falcipinnis
431. Scarus ferrugineus
432. Scarus festivus
433. Scarus flavipectoralis
434. Scarus forsteni
435. Scarus frenatus
436. Scarus fuscocaudalis
437. Scarus fuscopurpureus
438. Scarus ghobban
439. Scarus globiceps
440. Scarus gracilis
441. Scarus guacamaia
442. Scarus hoefleri
443. Scarus hypselopterus
444. Scarus iseri
445. Scarus koputea
446. Scarus longipinnis
447. Scarus maculipinna
448. Scarus niger
449. Scarus obishime
450. Scarus oviceps
451. Scarus ovifrons
452. Scarus perrico
453. Scarus persicus
454. Scarus prasiognathos
455. Scarus psittacus
456. Scarus quoyi
457. Scarus rivulatus
458. Scarus rubroviolaceus
459. Scarus russelii
460. Scarus scaber
461. Scarus schlegeli
462. Scarus spinus
463. Scarus taeniopterus
464. Scarus tricolor
465. Scarus trispinosus
466. Scarus vetula
467. Scarus viridifucatus
468. Scarus xanthopleura
469. Scarus zelindae
470. Scarus zufar
471. Scatophagus argus
472. Scatophagus tetracanthus
473. Scaturiginichthys vermeilipinnis
474. Schedophilus griseolineatus
475. Schedophilus haedrichi
476. Schedophilus huttoni
477. Schedophilus maculatus
478. Schedophilus marmoratus
479. Schedophilus medusophagus
480. Schedophilus ovalis
481. Schedophilus pemarco
482. Schedophilus velaini
483. Schilbe angolensis
484. Schilbe banguelensis
485. Schilbe bocagii
486. Schilbe brevianalis
487. Schilbe congensis
488. Schilbe djemeri
489. Schilbe durinii
490. Schilbe grenfelli
491. Schilbe intermedius
492. Schilbe laticeps
493. Schilbe mandibularis
494. Schilbe marmoratus
495. Schilbe micropogon
496. Schilbe moebiusii
497. Schilbe multitaeniatus
498. Schilbe mystus
499. Schilbe nyongensis
500. Schilbe tumbanus
501. Schilbe uranoscopus
502. Schilbe yangambianus
503. Schilbe zairensis
504. Schindleria brevipinguis
505. Schindleria pietschmanni
506. Schindleria praematura
507. Schismatogobius ampluvinculus
508. Schismatogobius bruynisi
509. Schismatogobius deraniyagalai
510. Schismatogobius fuligimentus
511. Schismatogobius insignus
512. Schismatogobius marmoratus
513. Schismatogobius pallidus
514. Schismatogobius roxasi
515. Schismatogobius vanuatuensis
516. Schismatogobius vitiensis
517. Schismatorhynchos endecarhapis
518. Schismatorhynchos heterorhynchos
519. Schismatorhynchos holorhynchos
520. Schismatorhynchos nukta
521. Schismorhynchus labialis
522. Schistura acuticephalus
523. Schistura afasciata
524. Schistura alepidota
525. Schistura alta
526. Schistura alticrista
527. Schistura altipedunculatus
528. Schistura amplizona
529. Schistura anambarensis
530. Schistura antennata
531. Schistura aramis
532. Schistura arifi
533. Schistura athos
534. Schistura atra
535. Schistura bachmaensis
536. Schistura bairdi
537. Schistura balteata
538. Schistura bampurensis
539. Schistura bannaensis
540. Schistura beavani
541. Schistura bella
542. Schistura bolavenensis
543. Schistura breviceps
544. Schistura bucculenta
545. Schistura callichromus
546. Schistura carbonaria
547. Schistura cataracta
548. Schistura caudofurca
549. Schistura ceyhanensis
550. Schistura chapaensis
551. Schistura chindwinica
552. Schistura chrysicristinae
553. Schistura cincticauda
554. Schistura clatrata
555. Schistura conirostris
556. Schistura corica
557. Schistura coruscans
558. Schistura crabro
559. Schistura cristata
560. Schistura cryptofasciata
561. Schistura curtistigma
562. Schistura dalatensis
563. Schistura daubentoni
564. Schistura dayi
565. Schistura deansmarti
566. Schistura defectiva
567. Schistura deignani
568. Schistura denisoni
569. Schistura desmotes
570. Schistura disparizona
571. Schistura dorsizona
572. Schistura dubia
573. Schistura ephelis
574. Schistura evreni
575. Schistura fascimaculata
576. Schistura fasciolata
577. Schistura finis
578. Schistura fowleriana
579. Schistura fusinotata
580. Schistura geisleri
581. Schistura globiceps
582. Schistura harnaiensis
583. Schistura hingi
584. Schistura horai
585. Schistura humilis
586. Schistura huongensis
587. Schistura imitator
588. Schistura implicata
589. Schistura incerta
590. Schistura irregularis
591. Schistura isostigma
592. Schistura jarutanini
593. Schistura kangjupkhulensis
594. Schistura kaysonei
595. Schistura kengtungensis
596. Schistura kessleri
597. Schistura khamtanhi
598. Schistura khugae
599. Schistura kloetzliae
600. Schistura kohatensis
601. Schistura kohchangensis
602. Schistura kongphengi
603. Schistura kontumensis
604. Schistura laterimaculata
605. Schistura latidens
606. Schistura latifasciata
607. Schistura lepidocaulis
608. Schistura leukensis
609. Schistura lindbergi
610. Schistura longa
611. Schistura machensis
612. Schistura macrocephalus
613. Schistura macrolepis
614. Schistura macrotaenia
615. Schistura maculiceps
616. Schistura maepaiensis
617. Schistura magnifluvis
618. Schistura mahnerti
619. Schistura malaisei
620. Schistura manipurensis
621. Schistura melarancia
622. Schistura menanensis
623. Schistura microlabra
624. Schistura minutus
625. Schistura moeiensis
626. Schistura montana
627. Schistura nagaensis
628. Schistura nagodiensis
629. Schistura nalbanti
630. Schistura namboensis
631. Schistura namiri
632. Schistura nandingensis
633. Schistura naseeri
634. Schistura nasifilis
635. Schistura nicholsi
636. Schistura nielseni
637. Schistura niulanjiangensis
638. Schistura nomi
639. Schistura notostigma
640. Schistura novemradiata
641. Schistura nudidorsum
642. Schistura obeini
643. Schistura oedipus
644. Schistura orthocauda
645. Schistura pakistanica
646. Schistura papulifera
647. Schistura paucicincta
648. Schistura paucifasciata
649. Schistura personata
650. Schistura pertica
651. Schistura pervagata
652. Schistura poculi
653. Schistura porthos
654. Schistura prashadi
655. Schistura prashari
656. Schistura pridii
657. Schistura procera
658. Schistura pseudofasciolata
659. Schistura psittacula
660. Schistura punctifasciata
661. Schistura punjabensis
662. Schistura quaesita
663. Schistura quasimodo
664. Schistura rara
665. Schistura reidi
666. Schistura rendahli
667. Schistura reticulata
668. Schistura reticulofasciata
669. Schistura rikiki
670. Schistura robertsi
671. Schistura rupecula
672. Schistura russa
673. Schistura samantica
674. Schistura sargadensis
675. Schistura savona
676. Schistura scaturigina
677. Schistura schultzi
678. Schistura semiarmata
679. Schistura sertata
680. Schistura sexcauda
681. Schistura seyhanicola
682. Schistura shadiwalensis
683. Schistura sharavathiensis
684. Schistura sigillata
685. Schistura sijuensis
686. Schistura similis
687. Schistura sokolovi
688. Schistura sombooni
689. Schistura spekuli
690. Schistura spiesi
691. Schistura spiloptera
692. Schistura spilota
693. Schistura suber
694. Schistura susannae
695. Schistura tenura
696. Schistura thanho
697. Schistura tigrinum
698. Schistura tirapensis
699. Schistura tizardi
700. Schistura tubulinaris
701. Schistura vinciguerrae
702. Schistura waltoni
703. Schistura xhatensis
704. Schistura yersini
705. Schistura zonata
706. Schizochirus insolens
707. Schizocypris altidorsalis
708. Schizocypris brucei
709. Schizocypris ladigesi
710. Schizodon altoparanae
711. Schizodon australis
712. Schizodon borellii
713. Schizodon corti
714. Schizodon dissimilis
715. Schizodon fasciatus
716. Schizodon intermedius
717. Schizodon isognathus
718. Schizodon jacuiensis
719. Schizodon knerii
720. Schizodon nasutus
721. Schizodon platae
722. Schizodon rostratus
723. Schizodon scotorhabdotus
724. Schizodon vittatus
725. Schizolecis guntheri
726. Schizopyge curvifrons
727. Schizopyge dainellii
728. Schizopyge esocinus
729. Schizopyge niger
730. Schizopygopsis anteroventris
731. Schizopygopsis kessleri
732. Schizopygopsis kialingensis
733. Schizopygopsis malacanthus
734. Schizopygopsis pylzovi
735. Schizopygopsis stoliczkai
736. Schizopygopsis thermalis
737. Schizopygopsis younghusbandi
738. Schizothorax argentatus
739. Schizothorax biddulphi
740. Schizothorax chongi
741. Schizothorax cryptolepis
742. Schizothorax curvilabiatus
743. Schizothorax davidi
744. Schizothorax dolichonema
745. Schizothorax dulongensis
746. Schizothorax edeniana
747. Schizothorax elongatus
748. Schizothorax gongshanensis
749. Schizothorax grahami
750. Schizothorax griseus
751. Schizothorax heterochilus
752. Schizothorax huegelii
753. Schizothorax integrilabiatus
754. Schizothorax intermedius eurycephalus
755. Schizothorax intermedius intermedius
756. Schizothorax kozlovi
757. Schizothorax kumaonensis
758. Schizothorax labiatus
759. Schizothorax labrosus
760. Schizothorax lantsangensis
761. Schizothorax lepidothorax
762. Schizothorax lissolabiatus
763. Schizothorax longibarbus
764. Schizothorax macrophthalmus
765. Schizothorax macropogon
766. Schizothorax malacanthus
767. Schizothorax meridionalis
768. Schizothorax microcephalus
769. Schizothorax microstomus
770. Schizothorax molesworthi
771. Schizothorax myzostomus
772. Schizothorax nasus
773. Schizothorax nepalensis
774. Schizothorax ninglangensis
775. Schizothorax nukiangensis
776. Schizothorax oconnori
777. Schizothorax oligolepis
778. Schizothorax parvus
779. Schizothorax pelzami
780. Schizothorax plagiostomus
781. Schizothorax prenanti
782. Schizothorax progastus
783. Schizothorax pseudoaksaiensis issykkuli
784. Schizothorax pseudoaksaiensis pseudoaksaiensis
785. Schizothorax raraensis
786. Schizothorax richardsonii
787. Schizothorax rotundimaxillaris
788. Schizothorax sinensis
789. Schizothorax skarduensis
790. Schizothorax taliensis
791. Schizothorax waltoni
792. Schizothorax wangchiachii
793. Schizothorax yunnanensis paoshanensis
794. Schizothorax yunnanensis weiningensis
795. Schizothorax yunnanensis yunnanensis
796. Schizothorax zarudnyi
797. Schroederichthys bivius
798. Schroederichthys chilensis
799. Schroederichthys maculatus
800. Schroederichthys saurisqualus
801. Schroederichthys tenuis
802. Schubotzia eduardiana
803. Schuettea scalaripinnis
804. Schuettea woodwardi
805. Schultzea beta
806. Schultzichthys bondi
807. Schultzichthys gracilis
808. Schultzidia johnstonensis
809. Schultzidia retropinnis
810. Schultzites axelrodi
811. Schwetzochromis neodon
812. Sciades assimilis
813. Sciades couma
814. Sciades dowii
815. Sciades emphysetus
816. Sciades guatemalensis
817. Sciades herzbergii
818. Sciades hymenorrhinos
819. Sciades mastersi
820. Sciades passany
821. Sciades paucus
822. Sciades platypogon
823. Sciades proops
824. Sciades seemanni
825. Sciades troschelii
826. Sciadonus cryptophthalmus
827. Sciadonus galatheae
828. Sciadonus jonassoni
829. Sciadonus pedicellaris
830. Sciaena bathytatos
831. Sciaena callaensis
832. Sciaena deliciosa
833. Sciaena fasciata
834. Sciaena umbra
835. Sciaena wieneri
836. Sciaenochromis ahli
837. Sciaenochromis benthicola
838. Sciaenochromis fryeri
839. Sciaenochromis psammophilus
840. Sciaenops ocellatus
841. Scissor macrocephalus
842. Scleromystax barbatus
843. Scleromystax macropterus
844. Scleromystax prionotos
845. Scleromystax salmacis
846. Scleronema angustirostre
847. Scleronema minutum
848. Scleronema operculatum
849. Scleropages aureus
850. Scleropages formosus
851. Scleropages jardinii
852. Scleropages legendrei
853. Scleropages leichardti
854. Scleropages macrocephalus
855. Scobinancistrus aureatus
856. Scobinancistrus pariolispos
857. Scobinichthys granulatus
858. Scolecenchelys acutirostris
859. Scolecenchelys australis
860. Scolecenchelys borealis
861. Scolecenchelys breviceps
862. Scolecenchelys castlei
863. Scolecenchelys chilensis
864. Scolecenchelys cookei
865. Scolecenchelys erythraeensis
866. Scolecenchelys godeffroyi
867. Scolecenchelys gymnota
868. Scolecenchelys japonica
869. Scolecenchelys laticaudata
870. Scolecenchelys macroptera
871. Scolecenchelys nicholsae
872. Scolecenchelys okamurai
873. Scolecenchelys profundorum
874. Scolecenchelys puhioilo
875. Scolecenchelys tasmaniensis
876. Scolecenchelys vermiformis
877. Scolecenchelys xorae
878. Scolichthys greenwayi
879. Scolichthys iota
880. Scoliodon laticaudus
881. Scoloplax dicra
882. Scoloplax distolothrix
883. Scoloplax dolicholophia
884. Scoloplax empousa
885. Scolopsis affinis
886. Scolopsis aurata
887. Scolopsis bilineata
888. Scolopsis bimaculatus
889. Scolopsis ciliata
890. Scolopsis frenatus
891. Scolopsis ghanam
892. Scolopsis lineata
893. Scolopsis margaritifera
894. Scolopsis monogramma
895. Scolopsis taeniatus
896. Scolopsis taenioptera
897. Scolopsis temporalis
898. Scolopsis trilineata
899. Scolopsis vosmeri
900. Scolopsis xenochrous
901. Scomber australasicus
902. Scomber colias
903. Scomber japonicus
904. Scomber scombrus
905. Scomberesox saurus saurus
906. Scomberesox saurus scombroides
907. Scomberesox simulans
908. Scomberoides commersonnianus
909. Scomberoides lysan
910. Scomberoides tala
911. Scomberoides tol
912. Scomberomorus brasiliensis
913. Scomberomorus cavalla
914. Scomberomorus commerson
915. Scomberomorus concolor
916. Scomberomorus guttatus
917. Scomberomorus koreanus
918. Scomberomorus lineolatus
919. Scomberomorus maculatus
920. Scomberomorus multiradiatus
921. Scomberomorus munroi
922. Scomberomorus niphonius
923. Scomberomorus plurilineatus
924. Scomberomorus queenslandicus
925. Scomberomorus regalis
926. Scomberomorus semifasciatus
927. Scomberomorus sierra
928. Scomberomorus sinensis
929. Scomberomorus tritor
930. Scombrolabrax heterolepis
931. Scombrops boops
932. Scombrops gilberti
933. Scombrops oculatus
934. Scopaeocharax atopodus
935. Scopaeocharax rhinodus
936. Scopelarchoides climax
937. Scopelarchoides danae
938. Scopelarchoides kreffti
939. Scopelarchoides nicholsi
940. Scopelarchoides signifer
941. Scopelarchus analis
942. Scopelarchus guentheri
943. Scopelarchus michaelsarsi
944. Scopelarchus stephensi
945. Scopelengys clarkei
946. Scopelengys tristis
947. Scopeloberyx microlepis
948. Scopeloberyx opisthopterus
949. Scopeloberyx robustus
950. Scopeloberyx rubriventer
951. Scopelogadus beanii
952. Scopelogadus mizolepis bispinosus
953. Scopelogadus mizolepis mizolepis
954. Scopelogadus unispinis
955. Scopelopsis multipunctatus
956. Scopelosaurus adleri
957. Scopelosaurus ahlstromi
958. Scopelosaurus argenteus
959. Scopelosaurus craddocki
960. Scopelosaurus gibbsi
961. Scopelosaurus hamiltoni
962. Scopelosaurus harryi
963. Scopelosaurus herwigi
964. Scopelosaurus hoedti
965. Scopelosaurus hubbsi
966. Scopelosaurus lepidus
967. Scopelosaurus mauli
968. Scopelosaurus meadi
969. Scopelosaurus smithii
970. Scophthalmus aquosus
971. Scophthalmus rhombus
972. Scorpaena afuerae
973. Scorpaena agassizii
974. Scorpaena albifimbria
975. Scorpaena angolensis
976. Scorpaena annobonae
977. Scorpaena ascensionis
978. Scorpaena azorica
979. Scorpaena bergii
980. Scorpaena brachyptera
981. Scorpaena brasiliensis
982. Scorpaena brevispina
983. Scorpaena bulacephala
984. Scorpaena calcarata
985. Scorpaena canariensis
986. Scorpaena cardinalis
987. Scorpaena cocosensis
988. Scorpaena colorata
989. Scorpaena cookii
990. Scorpaena dispar
991. Scorpaena elachys
992. Scorpaena elongata
993. Scorpaena fernandeziana
994. Scorpaena gasta
995. Scorpaena gibbifrons
996. Scorpaena grandicornis
997. Scorpaena grandisquamis
998. Scorpaena guttata
999. Scorpaena hatizyoensis
1000. Scorpaena hemilepidota
1001. Scorpaena histrio
1002. Scorpaena inermis
1003. Scorpaena isthmensis
1004. Scorpaena izensis
1005. Scorpaena lacrimata
1006. Scorpaena laevis
1007. Scorpaena loppei
1008. Scorpaena maderensis
1009. Scorpaena melasma
1010. Scorpaena mellissii
1011. Scorpaena miostoma
1012. Scorpaena moultoni
1013. Scorpaena mystes
1014. Scorpaena neglecta
1015. Scorpaena normani
1016. Scorpaena notata
1017. Scorpaena onaria
1018. Scorpaena orgila
1019. Scorpaena papillosa
1020. Scorpaena pascuensis
1021. Scorpaena pele
1022. Scorpaena pepo
1023. Scorpaena petricola
1024. Scorpaena plumieri
1025. Scorpaena porcus
1026. Scorpaena russula
1027. Scorpaena scrofa
1028. Scorpaena sonorae
1029. Scorpaena stephanica
1030. Scorpaena sumptuosa
1031. Scorpaena thomsoni
1032. Scorpaena tierrae
1033. Scorpaena uncinata
1034. Scorpaenichthys marmoratus
1035. Scorpaenodes africanus
1036. Scorpaenodes albaiensis
1037. Scorpaenodes arenai
1038. Scorpaenodes caribbaeus
1039. Scorpaenodes corallinus
1040. Scorpaenodes elongatus
1041. Scorpaenodes englerti
1042. Scorpaenodes guamensis
1043. Scorpaenodes hirsutus
1044. Scorpaenodes immaculatus
1045. Scorpaenodes insularis
1046. Scorpaenodes investigatoris
1047. Scorpaenodes kelloggi
1048. Scorpaenodes littoralis
1049. Scorpaenodes minor
1050. Scorpaenodes muciparus
1051. Scorpaenodes parvipinnis
1052. Scorpaenodes quadrispinosus
1053. Scorpaenodes scaber
1054. Scorpaenodes smithi
1055. Scorpaenodes steenei
1056. Scorpaenodes steinitzi
1057. Scorpaenodes tredecimspinosus
1058. Scorpaenodes tribulosus
1059. Scorpaenodes varipinnis
1060. Scorpaenodes xyris
1061. Scorpaenopsella armata
1062. Scorpaenopsis altirostris
1063. Scorpaenopsis barbata
1064. Scorpaenopsis brevifrons
1065. Scorpaenopsis cacopsis
1066. Scorpaenopsis cirrosa
1067. Scorpaenopsis cotticeps
1068. Scorpaenopsis diabolus
1069. Scorpaenopsis eschmeyeri
1070. Scorpaenopsis furneauxi
1071. Scorpaenopsis gibbosa
1072. Scorpaenopsis gilchristi
1073. Scorpaenopsis insperatus
1074. Scorpaenopsis lactomaculata
1075. Scorpaenopsis longispina
1076. Scorpaenopsis macrochir
1077. Scorpaenopsis neglecta
1078. Scorpaenopsis obtusa
1079. Scorpaenopsis orientalis
1080. Scorpaenopsis oxycephala
1081. Scorpaenopsis palmeri
1082. Scorpaenopsis papuensis
1083. Scorpaenopsis pluralis
1084. Scorpaenopsis possi
1085. Scorpaenopsis pusilla
1086. Scorpaenopsis ramaraoi
1087. Scorpaenopsis venosa
1088. Scorpaenopsis vittapinna
1089. Scorpiodoras heckelii
1090. Scorpis aequipinnis
1091. Scorpis chilensis
1092. Scorpis georgianus
1093. Scorpis lineolata
1094. Scorpis violacea
1095. Scortum barcoo
1096. Scortum hillii
1097. Scortum neili
1098. Scortum parviceps
1099. Scriptaphyosemion banforense
1100. Scriptaphyosemion bertholdi
1101. Scriptaphyosemion brueningi
1102. Scriptaphyosemion cauveti
1103. Scriptaphyosemion chaytori
1104. Scriptaphyosemion etzeli
1105. Scriptaphyosemion fredrodi
1106. Scriptaphyosemion geryi
1107. Scriptaphyosemion guignardi
1108. Scriptaphyosemion liberiense
1109. Scriptaphyosemion roloffi
1110. Scriptaphyosemion schmitti
1111. Scuticaria okinawae
1112. Scuticaria tigrina
1113. Scyliorhinus besnardi
1114. Scyliorhinus boa
1115. Scyliorhinus canicula
1116. Scyliorhinus capensis
1117. Scyliorhinus cervigoni
1118. Scyliorhinus comoroensis
1119. Scyliorhinus garmani
1120. Scyliorhinus haeckelii
1121. Scyliorhinus hesperius
1122. Scyliorhinus meadi
1123. Scyliorhinus retifer
1124. Scyliorhinus stellaris
1125. Scyliorhinus tokubee
1126. Scyliorhinus torazame
1127. Scyliorhinus torrei
1128. Scylliogaleus quecketti
1129. Scymnodalatias albicauda
1130. Scymnodalatias garricki
1131. Scymnodalatias oligodon
1132. Scymnodalatias sherwoodi
1133. Scymnodon obscurus
1134. Scymnodon ringens
1135. Scytalichthys miurus
1136. Scytalina cerdale
1137. Searsia koefoedi
1138. Searsioides calvala
1139. Searsioides multispinus
1140. Sebastapistes ballieui
1141. Sebastapistes bynoensis
1142. Sebastapistes coniorta
1143. Sebastapistes cyanostigma
1144. Sebastapistes fowleri
1145. Sebastapistes galactacma
1146. Sebastapistes mauritiana
1147. Sebastapistes nuchalis
1148. Sebastapistes strongia
1149. Sebastapistes tinkhami
1150. Sebastes aleutianus
1151. Sebastes alutus
1152. Sebastes atrovirens
1153. Sebastes auriculatus
1154. Sebastes aurora
1155. Sebastes babcocki
1156. Sebastes baramenuke
1157. Sebastes borealis
1158. Sebastes brevispinis
1159. Sebastes capensis
1160. Sebastes carnatus
1161. Sebastes caurinus
1162. Sebastes chlorostictus
1163. Sebastes chrysomelas
1164. Sebastes ciliatus
1165. Sebastes constellatus
1166. Sebastes cortezi
1167. Sebastes crameri
1168. Sebastes dallii
1169. Sebastes diploproa
1170. Sebastes elongatus
1171. Sebastes emphaeus
1172. Sebastes ensifer
1173. Sebastes entomelas
1174. Sebastes eos
1175. Sebastes exsul
1176. Sebastes fasciatus
1177. Sebastes flammeus
1178. Sebastes flavidus
1179. Sebastes gilli
1180. Sebastes glaucus
1181. Sebastes goodei
1182. Sebastes helvomaculatus
1183. Sebastes hopkinsi
1184. Sebastes hubbsi
1185. Sebastes ijimae
1186. Sebastes inermis
1187. Sebastes iracundus
1188. Sebastes itinus
1189. Sebastes jordani
1190. Sebastes joyneri
1191. Sebastes kawaradae
1192. Sebastes kiyomatsui
1193. Sebastes koreanus
1194. Sebastes lentiginosus
1195. Sebastes levis
1196. Sebastes longispinis
1197. Sebastes macdonaldi
1198. Sebastes maliger
1199. Sebastes marinus
1200. Sebastes matsubarae
1201. Sebastes melanops
1202. Sebastes melanosema
1203. Sebastes melanostomus
1204. Sebastes mentella
1205. Sebastes miniatus
1206. Sebastes minor
1207. Sebastes moseri
1208. Sebastes mystinus
1209. Sebastes nebulosus
1210. Sebastes nigrocinctus
1211. Sebastes nivosus
1212. Sebastes norvegicus
1213. Sebastes notius
1214. Sebastes oblongus
1215. Sebastes oculatus
1216. Sebastes ovalis
1217. Sebastes owstoni
1218. Sebastes pachycephalus chalcogrammus
1219. Sebastes pachycephalus nigricans
1220. Sebastes pachycephalus nudus
1221. Sebastes pachycephalus pachycephalus
1222. Sebastes paucispinis
1223. Sebastes peduncularis
1224. Sebastes phillipsi
1225. Sebastes pinniger
1226. Sebastes polyspinis
1227. Sebastes proriger
1228. Sebastes rastrelliger
1229. Sebastes reedi
1230. Sebastes rosaceus
1231. Sebastes rosenblatti
1232. Sebastes ruber
1233. Sebastes ruberrimus
1234. Sebastes rubrivinctus
1235. Sebastes rufinanus
1236. Sebastes rufus
1237. Sebastes saxicola
1238. Sebastes schlegelii
1239. Sebastes scythropus
1240. Sebastes semicinctus
1241. Sebastes serranoides
1242. Sebastes serriceps
1243. Sebastes simulator
1244. Sebastes sinensis
1245. Sebastes spinorbis
1246. Sebastes steindachneri
1247. Sebastes swifti
1248. Sebastes taczanowskii
1249. Sebastes thompsoni
1250. Sebastes trivittatus
1251. Sebastes umbrosus
1252. Sebastes variabilis
1253. Sebastes variegatus
1254. Sebastes varispinis
1255. Sebastes ventricosus
1256. Sebastes viviparus
1257. Sebastes vulpes
1258. Sebastes wakiyai
1259. Sebastes wilsoni
1260. Sebastes zacentrus
1261. Sebastes zonatus
1262. Sebastiscus albofasciatus
1263. Sebastiscus marmoratus
1264. Sebastiscus tertius
1265. Sebastolobus alascanus
1266. Sebastolobus altivelis
1267. Sebastolobus macrochir
1268. Sectator azureus
1269. Sectator ocyurus
1270. Sectoria atriceps
1271. Sectoria heterognathos
1272. Sectoria megastoma
1273. Securicula gora
1274. Secutor hanedai
1275. Secutor indicius
1276. Secutor insidiator
1277. Secutor interruptus
1278. Secutor megalolepis
1279. Secutor ruconius
1280. Selachophidium guentheri
1281. Selar boops
1282. Selar crumenophthalmus
1283. Selaroides leptolepis
1284. Selenanthias analis
1285. Selenanthias barroi
1286. Selenanthias myersi
1287. Selene brevoortii
1288. Selene brownii
1289. Selene dorsalis
1290. Selene orstedii
1291. Selene peruviana
1292. Selene setapinnis
1293. Selene spixii
1294. Selene vomer
1295. Seleniolycus laevifasciatus
1296. Seleniolycus pectoralis
1297. Seleniolycus robertsi
1298. Selenoscopus turbisquamatus
1299. Selenotoca multifasciata
1300. Selenotoca papuensis
1301. Semaprochilodus brama
1302. Semaprochilodus insignis
1303. Semaprochilodus kneri
1304. Semaprochilodus laticeps
1305. Semaprochilodus taeniurus
1306. Semaprochilodus varii
1307. Semicossyphus darwini
1308. Semicossyphus pulcher
1309. Semicossyphus reticulatus
1310. Semilabeo notabilis
1311. Semilabeo obscurus
1312. Semilabeo prochilus
1313. Seminemacheilus ispartensis
1314. Seminemacheilus lendlii
1315. Seminemacheilus tongiorgii
1316. Semiplotus cirrhosus
1317. Semiplotus manipurensis
1318. Semiplotus modestus
1319. Semotilus atromaculatus
1320. Semotilus corporalis
1321. Semotilus lumbee
1322. Semotilus thoreauianus
1323. Seriola carpenteri
1324. Seriola dumerili
1325. Seriola fasciata
1326. Seriola hippos
1327. Seriola lalandi
1328. Seriola peruana
1329. Seriola quinqueradiata
1330. Seriola rivoliana
1331. Seriola zonata
1332. Seriolella brama
1333. Seriolella caerulea
1334. Seriolella porosa
1335. Seriolella punctata
1336. Seriolella tinro
1337. Seriolella violacea
1338. Seriolina nigrofasciata
1339. Seriphus politus
1340. Serpenticobitis cingulata
1341. Serpenticobitis octozona
1342. Serpenticobitis zonata
1343. Serrabrycon magoi
1344. Serraniculus pumilio
1345. Serranochromis altus
1346. Serranochromis angusticeps
1347. Serranochromis janus
1348. Serranochromis longimanus
1349. Serranochromis macrocephalus
1350. Serranochromis meridianus
1351. Serranochromis robustus jallae
1352. Serranochromis robustus robustus
1353. Serranochromis spei
1354. Serranochromis stappersi
1355. Serranochromis thumbergi
1356. Serranocirrhitus latus
1357. Serranus accraensis
1358. Serranus aequidens
1359. Serranus africanus
1360. Serranus annularis
1361. Serranus atricauda
1362. Serranus atrobranchus
1363. Serranus auriga
1364. Serranus baldwini
1365. Serranus cabrilla
1366. Serranus chionaraia
1367. Serranus fasciatus
1368. Serranus flaviventris
1369. Serranus hepatus
1370. Serranus heterurus
1371. Serranus huascarii
1372. Serranus luciopercanus
1373. Serranus maytagi
1374. Serranus notospilus
1375. Serranus novemcinctus
1376. Serranus phoebe
1377. Serranus psittacinus
1378. Serranus sanctaehelenae
1379. Serranus scriba
1380. Serranus socorroensis
1381. Serranus stilbostigma
1382. Serranus subligarius
1383. Serranus tabacarius
1384. Serranus tigrinus
1385. Serranus tortugarum
1386. Serrapinnus calliurus
1387. Serrapinnus heterodon
1388. Serrapinnus kriegi
1389. Serrapinnus microdon
1390. Serrapinnus micropterus
1391. Serrapinnus notomelas
1392. Serrapinnus piaba
1393. Serrasalmo emarginatus
1394. Serrasalmo scotopterus
1395. Serrasalmo stagnatilis
1396. Serrasalmo undulatus
1397. Serrasalmus altispinis
1398. Serrasalmus altuvei
1399. Serrasalmus brandtii
1400. Serrasalmus compressus
1401. Serrasalmus eigenmanni
1402. Serrasalmus elongatus
1403. Serrasalmus geryi
1404. Serrasalmus gibbus
1405. Serrasalmus gouldingi
1406. Serrasalmus hastatus
1407. Serrasalmus hollandi
1408. Serrasalmus humeralis
1409. Serrasalmus irritans
1410. Serrasalmus maculatus
1411. Serrasalmus manueli
1412. Serrasalmus marginatus
1413. Serrasalmus medinai
1414. Serrasalmus nalseni
1415. Serrasalmus neveriensis
1416. Serrasalmus nigricans
1417. Serrasalmus rhombeus
1418. Serrasalmus sanchezi
1419. Serrasalmus serrulatus
1420. Serrasalmus spilopleura
1421. Serrivomer beanii
1422. Serrivomer bertini
1423. Serrivomer brevidentatus
1424. Serrivomer danae
1425. Serrivomer garmani
1426. Serrivomer jesperseni
1427. Serrivomer lanceolatoides
1428. Serrivomer samoensis
1429. Serrivomer schmidti
1430. Serrivomer sector
1431. Setarches guentheri
1432. Setarches longimanus
1433. Setipinna breviceps
1434. Setipinna brevifilis
1435. Setipinna melanochir
1436. Setipinna paxtoni
1437. Setipinna phasa
1438. Setipinna taty
1439. Setipinna tenuifilis
1440. Setipinna wheeleri
1441. Sewellia albisuera
1442. Sewellia breviventralis
1443. Sewellia diardi
1444. Sewellia elongata
1445. Sewellia lineolata
1446. Sewellia marmorata
1447. Sewellia patella
1448. Sewellia pterolineata
1449. Sewellia speciosa
1450. Sicamugil cascasia
1451. Sicamugil hamiltonii
1452. Sicyases brevirostris
1453. Sicyases hildebrandi
1454. Sicyases sanguineus
1455. Sicydium adelum
1456. Sicydium altum
1457. Sicydium antillarum
1458. Sicydium brevifile
1459. Sicydium buscki
1460. Sicydium bustamantei
1461. Sicydium cocoensis
1462. Sicydium crenilabrum
1463. Sicydium fayae
1464. Sicydium gilberti
1465. Sicydium gymnogaster
1466. Sicydium hildebrandi
1467. Sicydium multipunctatum
1468. Sicydium plumieri
1469. Sicydium punctatum
1470. Sicydium salvini
1471. Sicyopterus aiensis
1472. Sicyopterus brevis
1473. Sicyopterus caeruleus
1474. Sicyopterus caudimaculatus
1475. Sicyopterus crassus
1476. Sicyopterus cynocephalus
1477. Sicyopterus eudentatus
1478. Sicyopterus fasciatus
1479. Sicyopterus franouxi
1480. Sicyopterus fuliag
1481. Sicyopterus griseus
1482. Sicyopterus hageni
1483. Sicyopterus japonicus
1484. Sicyopterus lacrymosus
1485. Sicyopterus lagocephalus
1486. Sicyopterus lividus
1487. Sicyopterus longifilis
1488. Sicyopterus macrostetholepis
1489. Sicyopterus marquesensis
1490. Sicyopterus microcephalus
1491. Sicyopterus micrurus
1492. Sicyopterus ouwensi
1493. Sicyopterus panayensis
1494. Sicyopterus parvei
1495. Sicyopterus pugnans
1496. Sicyopterus punctissimus
1497. Sicyopterus rapa
1498. Sicyopterus sarasini
1499. Sicyopterus stimpsoni
1500. Sicyopterus wichmanni
1501. Sicyopus auxilimentus
1502. Sicyopus balinense
1503. Sicyopus bitaeniatus
1504. Sicyopus cebuensis
1505. Sicyopus chloe
1506. Sicyopus discordipinnis
1507. Sicyopus exallisquamulus
1508. Sicyopus fehlmanni
1509. Sicyopus jonklaasi
1510. Sicyopus leprurus
1511. Sicyopus multisquamatus
1512. Sicyopus mystax
1513. Sicyopus nigriradiatus
1514. Sicyopus sasali
1515. Sicyopus zosterophorum
1516. Sierrathrissa leonensis
1517. Siganus argenteus
1518. Siganus canaliculatus
1519. Siganus corallinus
1520. Siganus doliatus
1521. Siganus fuscescens
1522. Siganus guttatus
1523. Siganus javus
1524. Siganus labyrinthodes
1525. Siganus lineatus
1526. Siganus luridus
1527. Siganus magnificus
1528. Siganus niger
1529. Siganus puelloides
1530. Siganus puellus
1531. Siganus punctatissimus
1532. Siganus punctatus
1533. Siganus randalli
1534. Siganus rivulatus
1535. Siganus spinus
1536. Siganus stellatus
1537. Siganus sutor
1538. Siganus trispilos
1539. Siganus unimaculatus
1540. Siganus uspi
1541. Siganus vermiculatus
1542. Siganus virgatus
1543. Siganus vulpinus
1544. Siganus woodlandi
1545. Sigmistes caulias
1546. Sigmistes smithi
1547. Sigmops ebelingi
1548. Sigmops gracilis
1549. Signigobius biocellatus
1550. Sikukia flavicaudata
1551. Sikukia gudgeri
1552. Sikukia longibarbata
1553. Sikukia stejnegeri
1554. Silhouettea aegyptia
1555. Silhouettea capitlineata
1556. Silhouettea chaimi
1557. Silhouettea dotui
1558. Silhouettea evanida
1559. Silhouettea hoesei
1560. Silhouettea indica
1561. Silhouettea insinuans
1562. Silhouettea nuchipunctatus
1563. Silhouettea sibayi
1564. Sillaginodes punctatus
1565. Sillaginopsis panijus
1566. Sillago aeolus
1567. Sillago analis
1568. Sillago arabica
1569. Sillago argentifasciata
1570. Sillago asiatica
1571. Sillago attenuata
1572. Sillago bassensis
1573. Sillago boutani
1574. Sillago burrus
1575. Sillago chondropus
1576. Sillago ciliata
1577. Sillago flindersi
1578. Sillago indica
1579. Sillago ingenuua
1580. Sillago intermedius
1581. Sillago japonica
1582. Sillago lutea
1583. Sillago macrolepis
1584. Sillago maculata
1585. Sillago megacephalus
1586. Sillago microps
1587. Sillago nierstraszi
1588. Sillago parvisquamis
1589. Sillago robusta
1590. Sillago schomburgkii
1591. Sillago sihama
1592. Sillago soringa
1593. Sillago vincenti
1594. Sillago vittata
1595. Silonia childreni
1596. Silonia silondia
1597. Siluranodon auritus
1598. Silurichthys citatus
1599. Silurichthys gibbiceps
1600. Silurichthys hasseltii
1601. Silurichthys indragiriensis
1602. Silurichthys marmoratus
1603. Silurichthys phaiosoma
1604. Silurichthys sanguineus
1605. Silurichthys schneideri
1606. Silurus aristotelis
1607. Silurus asotus
1608. Silurus biwaensis
1609. Silurus chantrei
1610. Silurus duanensis
1611. Silurus glanis
1612. Silurus grahami
1613. Silurus lanzhouensis
1614. Silurus lithophilus
1615. Silurus mento
1616. Silurus meridionalis
1617. Silurus microdorsalis
1618. Silurus morehensis
1619. Silurus palavanensis
1620. Silurus soldatovi
1621. Silurus triostegus
1622. Silvinichthys bortayro
1623. Silvinichthys mendozensis
1624. Simenchelys parasitica
1625. Similiparma hermani
1626. Simipercis trispinosa
1627. Simochromis babaulti
1628. Simochromis diagramma
1629. Simochromis margaretae
1630. Simochromis marginatus
1631. Simochromis pleurospilus
1632. Simpsonichthys adornatus
1633. Simpsonichthys alternatus
1634. Simpsonichthys antenori
1635. Simpsonichthys auratus
1636. Simpsonichthys boitonei
1637. Simpsonichthys bokermanni
1638. Simpsonichthys brunoi
1639. Simpsonichthys carlettoi
1640. Simpsonichthys chacoensis
1641. Simpsonichthys cholopteryx
1642. Simpsonichthys constanciae
1643. Simpsonichthys costai
1644. Simpsonichthys delucai
1645. Simpsonichthys fasciatus
1646. Simpsonichthys filamentosus
1647. Simpsonichthys flagellatus
1648. Simpsonichthys flammeus
1649. Simpsonichthys flavicaudatus
1650. Simpsonichthys fulminantis
1651. Simpsonichthys ghisolfii
1652. Simpsonichthys gibberatus
1653. Simpsonichthys hellneri
1654. Simpsonichthys ibicuiensis
1655. Simpsonichthys igneus
1656. Simpsonichthys izecksohni
1657. Simpsonichthys janaubensis
1658. Simpsonichthys macaubensis
1659. Simpsonichthys magnificus
1660. Simpsonichthys marginatus
1661. Simpsonichthys mediopapillatus
1662. Simpsonichthys multiradiatus
1663. Simpsonichthys myersi
1664. Simpsonichthys nielseni
1665. Simpsonichthys nigromaculatus
1666. Simpsonichthys notatus
1667. Simpsonichthys ocellatus
1668. Simpsonichthys parallelus
1669. Simpsonichthys perpendicularis
1670. Simpsonichthys picturatus
1671. Simpsonichthys punctulatus
1672. Simpsonichthys radiosus
1673. Simpsonichthys reticulatus
1674. Simpsonichthys rosaceus
1675. Simpsonichthys rufus
1676. Simpsonichthys santanae
1677. Simpsonichthys similis
1678. Simpsonichthys stellatus
1679. Simpsonichthys suzarti
1680. Simpsonichthys trilineatus
1681. Simpsonichthys virgulatus
1682. Simpsonichthys zonatus
1683. Sindoscopus australis
1684. Sineleotris chalmersi
1685. Sineleotris namxamensis
1686. Sineleotris saccharae
1687. Sinibotia longiventralis
1688. Sinibotia pulchra
1689. Sinibotia reevesae
1690. Sinibotia robusta
1691. Sinibotia superciliaris
1692. Sinibrama affinis
1693. Sinibrama longianalis
1694. Sinibrama macrops
1695. Sinibrama melrosei
1696. Sinibrama taeniatus
1697. Sinibrama wui
1698. Sinilabeo binhluensis
1699. Sinilabeo brevirostris
1700. Sinilabeo cirrhinoides
1701. Sinilabeo decorus
1702. Sinilabeo dero
1703. Sinilabeo discognathoides
1704. Sinilabeo hummeli
1705. Sinilabeo laticeps
1706. Sinilabeo longibarbatus
1707. Sinilabeo longirostris
1708. Sinilabeo rendahli
1709. Sinilabeo tungting
1710. Sinilabeo wui
1711. Sinilabeo zhui
1712. Siniperca chuatsi
1713. Siniperca fortis
1714. Siniperca knerii
1715. Siniperca liuzhouensis
1716. Siniperca obscura
1717. Siniperca roulei
1718. Siniperca scherzeri
1719. Siniperca undulata
1720. Siniperca vietnamensis
1721. Sinobatis bulbicauda
1722. Sinobatis caerulea
1723. Sinobatis filicauda
1724. Sinobdella sinensis
1725. Sinocrossocheilus bamaensis
1726. Sinocrossocheilus guizhouensis
1727. Sinocrossocheilus labiata
1728. Sinocrossocheilus liuchengensis
1729. Sinocrossocheilus longibulla
1730. Sinocrossocheilus megalophthalmus
1731. Sinocrossocheilus microstomatus
1732. Sinocrossocheilus nigrovittata
1733. Sinocrossocheilus papillolabra
1734. Sinocrossocheilus tridentis
1735. Sinocyclocheilus albeoguttatus
1736. Sinocyclocheilus altishoulderus
1737. Sinocyclocheilus aluensis
1738. Sinocyclocheilus anatirostris
1739. Sinocyclocheilus angularis
1740. Sinocyclocheilus angustiporus
1741. Sinocyclocheilus anophthalmus
1742. Sinocyclocheilus aquihornes
1743. Sinocyclocheilus biangularis
1744. Sinocyclocheilus bicornutus
1745. Sinocyclocheilus brevibarbatus
1746. Sinocyclocheilus brevis
1747. Sinocyclocheilus broadihornes
1748. Sinocyclocheilus cyphotergous
1749. Sinocyclocheilus donglanensis
1750. Sinocyclocheilus furcodorsalis
1751. Sinocyclocheilus grahami
1752. Sinocyclocheilus guanduensis
1753. Sinocyclocheilus guangxiensis
1754. Sinocyclocheilus guilinensis
1755. Sinocyclocheilus guishanensis
1756. Sinocyclocheilus halfibindus
1757. Sinocyclocheilus hei
1758. Sinocyclocheilus huanglongdongensis
1759. Sinocyclocheilus huaningensis
1760. Sinocyclocheilus hugeibarbus
1761. Sinocyclocheilus hyalinus
1762. Sinocyclocheilus jii
1763. Sinocyclocheilus jiuchengensis
1764. Sinocyclocheilus jiuxuensis
1765. Sinocyclocheilus lateristriatus
1766. Sinocyclocheilus liboensis
1767. Sinocyclocheilus lingyunensis
1768. Sinocyclocheilus longibarbatus
1769. Sinocyclocheilus longifinus
1770. Sinocyclocheilus luopingensis
1771. Sinocyclocheilus macrocephalus
1772. Sinocyclocheilus macrolepis
1773. Sinocyclocheilus macrophthalmus
1774. Sinocyclocheilus macroscalus
1775. Sinocyclocheilus maculatus
1776. Sinocyclocheilus maitianheensis
1777. Sinocyclocheilus malacopterus
1778. Sinocyclocheilus microphthalmus
1779. Sinocyclocheilus multipunctatus
1780. Sinocyclocheilus oxycephalus
1781. Sinocyclocheilus purpureus
1782. Sinocyclocheilus qiubeiensis
1783. Sinocyclocheilus qujingensis
1784. Sinocyclocheilus rhinocerous
1785. Sinocyclocheilus robustus
1786. Sinocyclocheilus tianeensis
1787. Sinocyclocheilus tianlinensis
1788. Sinocyclocheilus tileihornes
1789. Sinocyclocheilus tingi
1790. Sinocyclocheilus wumengshanensis
1791. Sinocyclocheilus xunlensis
1792. Sinocyclocheilus yangzongensis
1793. Sinocyclocheilus yimenensis
1794. Sinocyclocheilus yishanensis
1795. Sinogastromyzon chapaensis
1796. Sinogastromyzon hsiashiensis
1797. Sinogastromyzon minutus
1798. Sinogastromyzon nanpanjiangensis
1799. Sinogastromyzon nantaiensis
1800. Sinogastromyzon puliensis
1801. Sinogastromyzon rugocauda
1802. Sinogastromyzon sichangensis
1803. Sinogastromyzon szechuanensis
1804. Sinogastromyzon tonkinensis
1805. Sinogastromyzon wui
1806. Sinohomaloptera kwangsiensis
1807. Sinohomaloptera longibarbata
1808. Sio nordenskjoldii
1809. Siokunichthys bentuviai
1810. Siokunichthys breviceps
1811. Siokunichthys herrei
1812. Siokunichthys nigrolineatus
1813. Siokunichthys southwelli
1814. Siphamia argentea
1815. Siphamia cephalotes
1816. Siphamia corallicola
1817. Siphamia cuneiceps
1818. Siphamia cuprea
1819. Siphamia elongata
1820. Siphamia fistulosa
1821. Siphamia fuscolineata
1822. Siphamia guttulatus
1823. Siphamia jebbi
1824. Siphamia majimai
1825. Siphamia mossambica
1826. Siphamia nigra
1827. Siphamia ovalis
1828. Siphamia permutata
1829. Siphamia roseigaster
1830. Siphamia tubifer
1831. Siphamia tubulata
1832. Siphamia versicolor
1833. Siphamia woodi
1834. Siphamia zaribae
1835. Siphonognathus argyrophanes
1836. Siphonognathus attenuatus
1837. Siphonognathus beddomei
1838. Siphonognathus caninis
1839. Siphonognathus radiatus
1840. Siphonognathus tanyourus
1841. Siphonogobius nue
1842. Sirembo imberbis
1843. Sirembo jerdoni
1844. Sirembo metachroma
1845. Sisor barakensis
1846. Sisor chennuah
1847. Sisor rabdophorus
1848. Sisor rheophilus
1849. Sisor torosus
1850. Skiffia bilineata
1851. Skiffia francesae
1852. Skiffia lermae
1853. Skiffia multipunctata
1854. Skiotocharax meizon
1855. Skythrenchelys lentiginosa
1856. Skythrenchelys zabra
1857. Sladenia remiger
1858. Sladenia shaefersi
1859. Smithichthys fucorum
1860. Snyderichthys copei
1861. Snyderidia canina
1862. Snyderina guentheri
1863. Snyderina yamanokami
1864. Soldatovia polyactocephala
1865. Solea aegyptiaca
1866. Solea bleekeri
1867. Solea capensis
1868. Solea elongata
1869. Solea fulvomarginata
1870. Solea heinii
1871. Solea humilis
1872. Solea ovata
1873. Solea senegalensis
1874. Solea solea
1875. Solea stanalandi
1876. Solegnathus dunckeri
1877. Solegnathus hardwickii
1878. Solegnathus lettiensis
1879. Solegnathus robustus
1880. Solegnathus spinosissimus
1881. Soleichthys heterorhinos
1882. Soleichthys microcephalus
1883. Soleichthys siammakuti
1884. Soleichthys tubifera
1885. Solenostomus armatus
1886. Solenostomus cyanopterus
1887. Solenostomus halimeda
1888. Solenostomus leptosoma
1889. Solenostomus paradoxus
1890. Solitas gruveli
1891. Solivomer arenidens
1892. Solocisquama carinata
1893. Solocisquama erythrina
1894. Solocisquama stellulata
1895. Somileptus gongota
1896. Somniosus microcephalus
1897. Somniosus pacificus
1898. Somniosus rostratus
1899. Sonoda megalophthalma
1900. Sonoda paucilampa
1901. Sonorolux fluminis
1902. Sorosichthys ananassa
1903. Sorsogona prionota
1904. Sorsogona tuberculata
1905. Sorubim cuspicaudus
1906. Sorubim elongatus
1907. Sorubim lima
1908. Sorubim maniradii
1909. Sorubim trigonocephalus
1910. Sorubimichthys planiceps
1911. Spaniblennius clandestinus
1912. Spaniblennius riodourensis
1913. Sparidentex hasta
1914. Sparisoma amplum
1915. Sparisoma atomarium
1916. Sparisoma aurofrenatum
1917. Sparisoma axillare
1918. Sparisoma chrysopterum
1919. Sparisoma cretense
1920. Sparisoma frondosum
1921. Sparisoma griseorubrum
1922. Sparisoma radians
1923. Sparisoma rubripinne
1924. Sparisoma strigatum
1925. Sparisoma tuiupiranga
1926. Sparisoma viride
1927. Sparodon durbanensis
1928. Sparus aurata
1929. Spathodus erythrodon
1930. Spathodus marlieri
1931. Spatuloricaria atratoensis
1932. Spatuloricaria caquetae
1933. Spatuloricaria curvispina
1934. Spatuloricaria euacanthagenys
1935. Spatuloricaria evansii
1936. Spatuloricaria fimbriata
1937. Spatuloricaria gymnogaster
1938. Spatuloricaria lagoichthys
1939. Spatuloricaria nudiventris
1940. Spatuloricaria phelpsi
1941. Spatuloricaria puganensis
1942. Spectracanthicus murinus
1943. Spectrolebias semiocellatus
1944. Spectrunculus grandis
1945. Speleogobius trigloides
1946. Speoplatyrhinus poulsoni
1947. Sperata acicularis
1948. Sperata aor
1949. Sperata aorella
1950. Sperata sarwari
1951. Sperata seenghala
1952. Sphaeramia nematoptera
1953. Sphaeramia orbicularis
1954. Sphaerichthys acrostoma
1955. Sphaerichthys osphromenoides
1956. Sphaerichthys selatanensis
1957. Sphaerichthys vaillanti
1958. Sphaerophysa dianchiensis
1959. Sphagebranchus cinctus
1960. Sphagebranchus kuro
1961. Sphagemacrurus decimalis
1962. Sphagemacrurus gibber
1963. Sphagemacrurus grenadae
1964. Sphagemacrurus hirundo
1965. Sphagemacrurus pumiliceps
1966. Sphagemacrurus richardi
1967. Sphenanthias sibogae
1968. Sphoeroides andersonianus
1969. Sphoeroides angusticeps
1970. Sphoeroides annulatus
1971. Sphoeroides cheesemanii
1972. Sphoeroides dorsalis
1973. Sphoeroides georgemilleri
1974. Sphoeroides greeleyi
1975. Sphoeroides kendalli
1976. Sphoeroides lispus
1977. Sphoeroides lobatus
1978. Sphoeroides maculatus
1979. Sphoeroides marmoratus
1980. Sphoeroides nephelus
1981. Sphoeroides nitidus
1982. Sphoeroides pachygaster
1983. Sphoeroides parvus
1984. Sphoeroides rosenblatti
1985. Sphoeroides sechurae
1986. Sphoeroides spengleri
1987. Sphoeroides testudineus
1988. Sphoeroides trichocephalus
1989. Sphoeroides tyleri
1990. Sphoeroides yergeri
1991. Sphyraena acutipinnis
1992. Sphyraena afra
1993. Sphyraena argentea
1994. Sphyraena barracuda
1995. Sphyraena borealis
1996. Sphyraena chrysotaenia
1997. Sphyraena ensis
1998. Sphyraena flavicauda
1999. Sphyraena forsteri
2000. Sphyraena guachancho
2001. Sphyraena helleri
2002. Sphyraena iburiensis
2003. Sphyraena idiastes
2004. Sphyraena japonica
2005. Sphyraena jello
2006. Sphyraena lucasana
2007. Sphyraena novaehollandiae
2008. Sphyraena obtusata
2009. Sphyraena picudilla
2010. Sphyraena pinguis
2011. Sphyraena putnamae
2012. Sphyraena qenie
2013. Sphyraena sphyraena
2014. Sphyraena tome
2015. Sphyraena viridensis
2016. Sphyraena waitii
2017. Sphyraenops bairdianus
2018. Sphyrna corona
2019. Sphyrna couardi
2020. Sphyrna lewini
2021. Sphyrna media
2022. Sphyrna mokarran
2023. Sphyrna tiburo
2024. Sphyrna tudes
2025. Sphyrna zygaena
2026. Spicara alta
2027. Spicara australis
2028. Spicara axillaris
2029. Spicara maena
2030. Spicara martinicus
2031. Spicara melanurus
2032. Spicara nigricauda
2033. Spicara smaris
2034. Spinachia spinachia
2035. Spinibarbus babeensis
2036. Spinibarbus caldwelli
2037. Spinibarbus denticulatus
2038. Spinibarbus hollandi
2039. Spinibarbus nammauensis
2040. Spinibarbus ovalius
2041. Spinibarbus sinensis
2042. Spiniphryne duhameli
2043. Spiniphryne gladisfenae
2044. Spintherobolus ankoseion
2045. Spintherobolus broccae
2046. Spintherobolus leptoura
2047. Spintherobolus papilliferus
2048. Spirinchus lanceolatus
2049. Spirinchus starksi
2050. Spirinchus thaleichthys
2051. Spondyliosoma cantharus
2052. Spondyliosoma emarginatum
2053. Spottobrotula amaculata
2054. Spottobrotula mahodadi
2055. Spratellicypris palata
2056. Spratelloides delicatulus
2057. Spratelloides gracilis
2058. Spratelloides lewisi
2059. Spratelloides robustus
2060. Spratellomorpha bianalis
2061. Sprattus antipodum
2062. Sprattus fuegensis
2063. Sprattus muelleri
2064. Sprattus novaehollandiae
2065. Sprattus sprattus balticus
2066. Sprattus sprattus sprattus
2067. Springeratus caledonicus
2068. Springeratus polyporatus
2069. Springeratus xanthosoma
2070. Springerichthys bapturus
2071. Springerichthys kulbickii
2072. Squalidus argentatus
2073. Squalidus atromaculatus
2074. Squalidus banarescui
2075. Squalidus chankaensis biwae
2076. Squalidus chankaensis chankaensis
2077. Squalidus gracilis gracilis
2078. Squalidus gracilis majimae
2079. Squalidus homozonus
2080. Squalidus iijimae
2081. Squalidus intermedius
2082. Squalidus japonicus coreanus
2083. Squalidus japonicus japonicus
2084. Squalidus minor
2085. Squalidus multimaculatus
2086. Squalidus nitens
2087. Squalidus wolterstorffi
2088. Squaliforma annae
2089. Squaliforma biseriata
2090. Squaliforma emarginata
2091. Squaliforma gomesi
2092. Squaliforma horrida
2093. Squaliforma phrixosoma
2094. Squaliforma scopularia
2095. Squaliforma squalina
2096. Squaliforma tenuicauda
2097. Squaliforma tenuis
2098. Squaliforma villarsi
2099. Squaliforma virescens
2100. Squaliobarbus curriculus
2101. Squaliolus aliae
2102. Squaliolus laticaudus
2103. Squalius alburnoides
2104. Squalius aphipsi
2105. Squalius aradensis
2106. Squalius carolitertii
2107. Squalius castellanus
2108. Squalius cephalus
2109. Squalius cii
2110. Squalius keadicus
2111. Squalius laietanus
2112. Squalius lepidus
2113. Squalius lucumonis
2114. Squalius malacitanus
2115. Squalius orpheus
2116. Squalius palaciosi
2117. Squalius peloponensis
2118. Squalius prespensis
2119. Squalius pyrenaicus
2120. Squalius torgalensis
2121. Squalius valentinus
2122. Squalius zrmanjae
2123. Squalogadus modificatus
2124. Squaloliparis dentatus
2125. Squalus acanthias
2126. Squalus acutirostris
2127. Squalus albifrons
2128. Squalus altipinnis
2129. Squalus blainville
2130. Squalus brevirostris
2131. Squalus bucephalus
2132. Squalus chloroculus
2133. Squalus crassispinus
2134. Squalus cubensis
2135. Squalus edmundsi
2136. Squalus grahami
2137. Squalus griffini
2138. Squalus hemipinnis
2139. Squalus japonicus
2140. Squalus lalannei
2141. Squalus megalops
2142. Squalus melanurus
2143. Squalus mitsukurii
2144. Squalus montalbani
2145. Squalus nasutus
2146. Squalus notocaudatus
2147. Squalus rancureli
2148. Squalus raoulensis
2149. Squalus uyato
2150. Squamicreedia obtusa
2151. Squatina aculeata
2152. Squatina africana
2153. Squatina albipunctata
2154. Squatina argentina
2155. Squatina armata
2156. Squatina australis
2157. Squatina californica
2158. Squatina dumeril
2159. Squatina formosa
2160. Squatina guggenheim
2161. Squatina heteroptera
2162. Squatina japonica
2163. Squatina legnota
2164. Squatina mexicana
2165. Squatina nebulosa
2166. Squatina occulta
2167. Squatina oculata
2168. Squatina pseudocellata
2169. Squatina punctata
2170. Squatina squatina
2171. Squatina tergocellata
2172. Squatina tergocellatoides
2173. Stalix davidsheni
2174. Stalix dicra
2175. Stalix eremia
2176. Stalix flavida
2177. Stalix histrio
2178. Stalix immaculata
2179. Stalix moenensis
2180. Stalix omanensis
2181. Stalix sheni
2182. Stalix toyoshio
2183. Stalix versluysi
2184. Stanulus seychellensis
2185. Stanulus talboti
2186. Starksia atlantica
2187. Starksia brasiliensis
2188. Starksia cremnobates
2189. Starksia culebrae
2190. Starksia elongata
2191. Starksia fasciata
2192. Starksia fulva
2193. Starksia galapagensis
2194. Starksia grammilaga
2195. Starksia guadalupae
2196. Starksia guttata
2197. Starksia hassi
2198. Starksia hoesei
2199. Starksia lepicoelia
2200. Starksia lepidogaster
2201. Starksia leucovitta
2202. Starksia melasma
2203. Starksia multilepis
2204. Starksia nanodes
2205. Starksia occidentalis
2206. Starksia ocellata
2207. Starksia posthon
2208. Starksia rava
2209. Starksia sella
2210. Starksia sluiteri
2211. Starksia smithvanizi
2212. Starksia spinipenis
2213. Starksia starcki
2214. Starksia variabilis
2215. Starksia y-lineata
2216. Stathmonotus culebrai
2217. Stathmonotus gymnodermis
2218. Stathmonotus hemphillii
2219. Stathmonotus lugubris
2220. Stathmonotus sinuscalifornici
2221. Stathmonotus stahli
2222. Stauroglanis gouldingi
2223. Steatocranus bleheri
2224. Steatocranus casuarius
2225. Steatocranus gibbiceps
2226. Steatocranus glaber
2227. Steatocranus irvinei
2228. Steatocranus mpozoensis
2229. Steatocranus rouxi
2230. Steatocranus tinanti
2231. Steatocranus ubanguiensis
2232. Steatogenys duidae
2233. Steatogenys elegans
2234. Steatogenys ocellatus
2235. Steeneichthys nativitatus
2236. Steeneichthys plesiopsus
2237. Stegastes acapulcoensis
2238. Stegastes adustus
2239. Stegastes albifasciatus
2240. Stegastes altus
2241. Stegastes apicalis
2242. Stegastes arcifrons
2243. Stegastes aureus
2244. Stegastes baldwini
2245. Stegastes beebei
2246. Stegastes diencaeus
2247. Stegastes emeryi
2248. Stegastes fasciolatus
2249. Stegastes flavilatus
2250. Stegastes fuscus
2251. Stegastes gascoynei
2252. Stegastes imbricatus
2253. Stegastes insularis
2254. Stegastes leucorus
2255. Stegastes leucostictus
2256. Stegastes limbatus
2257. Stegastes lividus
2258. Stegastes lubbocki
2259. Stegastes nigricans
2260. Stegastes obreptus
2261. Stegastes otophorus
2262. Stegastes partitus
2263. Stegastes pelicieri
2264. Stegastes pictus
2265. Stegastes planifrons
2266. Stegastes rectifraenum
2267. Stegastes redemptus
2268. Stegastes robertsoni
2269. Stegastes rocasensis
2270. Stegastes sanctaehelenae
2271. Stegastes sanctipauli
2272. Stegastes trindadensis
2273. Stegastes uenfi
2274. Stegastes variabilis
2275. Stegophilus insidiosus
2276. Stegophilus panzeri
2277. Stegophilus septentrionalis
2278. Stegostenopos cryptogenes
2279. Stegostoma fasciatum
2280. Steindachneria argentea
2281. Steindachneridion amblyurum
2282. Steindachneridion doceanum
2283. Steindachneridion melanodermatum
2284. Steindachneridion parahybae
2285. Steindachneridion punctatum
2286. Steindachneridion scriptum
2287. Steindachnerina amazonica
2288. Steindachnerina argentea
2289. Steindachnerina atratoensis
2290. Steindachnerina bimaculata
2291. Steindachnerina binotata
2292. Steindachnerina biornata
2293. Steindachnerina brevipinna
2294. Steindachnerina conspersa
2295. Steindachnerina corumbae
2296. Steindachnerina dobula
2297. Steindachnerina elegans
2298. Steindachnerina fasciata
2299. Steindachnerina gracilis
2300. Steindachnerina guentheri
2301. Steindachnerina hypostoma
2302. Steindachnerina insculpta
2303. Steindachnerina leucisca
2304. Steindachnerina notonota
2305. Steindachnerina planiventris
2306. Steindachnerina pupula
2307. Steindachnerina quasimodoi
2308. Steindachnerina varii
2309. Stelgistrum beringianum
2310. Stelgistrum concinnum
2311. Stelgistrum stejnegeri
2312. Stellerina xyosterna
2313. Stellifer brasiliensis
2314. Stellifer chaoi
2315. Stellifer chrysoleuca
2316. Stellifer colonensis
2317. Stellifer ephelis
2318. Stellifer ericymba
2319. Stellifer fuerthii
2320. Stellifer griseus
2321. Stellifer illecebrosus
2322. Stellifer lanceolatus
2323. Stellifer magoi
2324. Stellifer mancorensis
2325. Stellifer melanocheir
2326. Stellifer microps
2327. Stellifer minor
2328. Stellifer naso
2329. Stellifer oscitans
2330. Stellifer pizarroensis
2331. Stellifer rastrifer
2332. Stellifer stellifer
2333. Stellifer venezuelae
2334. Stellifer walkeri
2335. Stellifer wintersteenorum
2336. Stellifer zestocarus
2337. Stemonidium hypomelas
2338. Stemonosudis bullisi
2339. Stemonosudis distans
2340. Stemonosudis elegans
2341. Stemonosudis elongata
2342. Stemonosudis gracilis
2343. Stemonosudis intermedia
2344. Stemonosudis macrura
2345. Stemonosudis miscella
2346. Stemonosudis molesta
2347. Stemonosudis rothschildi
2348. Stemonosudis siliquiventer
2349. Stenatherina panatela
2350. Stenobrachius leucopsarus
2351. Stenobrachius nannochir
2352. Stenodus leucichthys
2353. Stenogobius alleni
2354. Stenogobius beauforti
2355. Stenogobius blokzeyli
2356. Stenogobius caudimaculosus
2357. Stenogobius fehlmanni
2358. Stenogobius genivittatus
2359. Stenogobius gymnopomus
2360. Stenogobius hawaiiensis
2361. Stenogobius hoesei
2362. Stenogobius ingeri
2363. Stenogobius keletaona
2364. Stenogobius kenyae
2365. Stenogobius kyphosus
2366. Stenogobius lachneri
2367. Stenogobius laterisquamatus
2368. Stenogobius macropterus
2369. Stenogobius marinus
2370. Stenogobius marqueti
2371. Stenogobius mekongensis
2372. Stenogobius ophthalmoporus
2373. Stenogobius polyzona
2374. Stenogobius psilosinionus
2375. Stenogobius randalli
2376. Stenogobius squamosus
2377. Stenogobius watsoni
2378. Stenogobius yateiensis
2379. Stenogobius zurstrassenii
2380. Stenolebias bellus
2381. Stenolebias damascenoi
2382. Stenolicmus sarmientoi
2383. Stenotomus caprinus
2384. Stenotomus chrysops
2385. Stephanoberyx monae
2386. Stephanolepis auratus
2387. Stephanolepis cirrhifer
2388. Stephanolepis diaspros
2389. Stephanolepis hispidus
2390. Stephanolepis setifer
2391. Stereolepis doederleini
2392. Stereolepis gigas
2393. Sternarchella curvioperculata
2394. Sternarchella orthos
2395. Sternarchella schotti
2396. Sternarchella sima
2397. Sternarchella terminalis
2398. Sternarchogiton labiatus
2399. Sternarchogiton nattereri
2400. Sternarchogiton porcinum
2401. Sternarchogiton preto
2402. Sternarchorhamphus muelleri
2403. Sternarchorhynchus britskii
2404. Sternarchorhynchus caboclo
2405. Sternarchorhynchus curumim
2406. Sternarchorhynchus curvirostris
2407. Sternarchorhynchus gnomus
2408. Sternarchorhynchus mesensis
2409. Sternarchorhynchus mormyrus
2410. Sternarchorhynchus oxyrhynchus
2411. Sternarchorhynchus roseni
2412. Sternarchorhynchus severii
2413. Sternoptyx diaphana
2414. Sternoptyx obscura
2415. Sternoptyx pseudobscura
2416. Sternoptyx pseudodiaphana
2417. Sternopygus aequilabiatus
2418. Sternopygus arenatus
2419. Sternopygus astrabes
2420. Sternopygus branco
2421. Sternopygus castroi
2422. Sternopygus macrurus
2423. Sternopygus obtusirostris
2424. Sternopygus pejeraton
2425. Sternopygus xingu
2426. Stethaprion crenatum
2427. Stethaprion erythrops
2428. Stethojulis albovittata
2429. Stethojulis balteata
2430. Stethojulis bandanensis
2431. Stethojulis interrupta
2432. Stethojulis maculata
2433. Stethojulis marquesensis
2434. Stethojulis notialis
2435. Stethojulis strigiventer
2436. Stethojulis terina
2437. Stethojulis trilineata
2438. Stethopristes eos
2439. Sthenopus mollis
2440. Stichaeopsis epallax
2441. Stichaeopsis nana
2442. Stichaeopsis nevelskoi
2443. Stichaeus fuscus
2444. Stichaeus grigorjewi
2445. Stichaeus nozawae
2446. Stichaeus ochriamkini
2447. Stichaeus punctatus pulcherrimus
2448. Stichaeus punctatus punctatus
2449. Sticharium clarkae
2450. Sticharium dorsale
2451. Stichonodon insignis
2452. Stictorhinus potamius
2453. Stigmatochromis modestus
2454. Stigmatochromis pholidophorus
2455. Stigmatochromis pleurospilus
2456. Stigmatochromis woodi
2457. Stigmatogobius borneensis
2458. Stigmatogobius elegans
2459. Stigmatogobius minima
2460. Stigmatogobius pleurostigma
2461. Stigmatogobius sadanundio
2462. Stigmatogobius sella
2463. Stigmatogobius signifer
2464. Stigmatopora argus
2465. Stigmatopora macropterygia
2466. Stigmatopora narinosa
2467. Stigmatopora nigra
2468. Stipecampus cristatus
2469. Stiphodon alleni
2470. Stiphodon astilbos
2471. Stiphodon atratus
2472. Stiphodon atropurpureus
2473. Stiphodon aureorostrum
2474. Stiphodon birdsong
2475. Stiphodon caeruleus
2476. Stiphodon carisa
2477. Stiphodon discotorquatus
2478. Stiphodon elegans
2479. Stiphodon hydoreibatus
2480. Stiphodon imperiorientis
2481. Stiphodon julieni
2482. Stiphodon kalfatak
2483. Stiphodon larson
2484. Stiphodon martenstyni
2485. Stiphodon multisquamus
2486. Stiphodon olivaceus
2487. Stiphodon ornatus
2488. Stiphodon pelewensis
2489. Stiphodon percnopterygionus
2490. Stiphodon rubromaculatus
2491. Stiphodon rutilaureus
2492. Stiphodon sapphirinus
2493. Stiphodon semoni
2494. Stiphodon stevensoni
2495. Stiphodon surrufus
2496. Stiphodon tuivi
2497. Stiphodon weberi
2498. Stiphodon zebrinus
2499. Stlegicottus xenogrammus
2500. Stlengis distoechus
2501. Stlengis misakia
2502. Stlengis osensis
2503. Stokellia anisodon
2504. Stolephorus advenus
2505. Stolephorus andhraensis
2506. Stolephorus apiensis
2507. Stolephorus baganensis
2508. Stolephorus brachycephalus
2509. Stolephorus carpentariae
2510. Stolephorus chinensis
2511. Stolephorus commersonnii
2512. Stolephorus dubiosus
2513. Stolephorus holodon
2514. Stolephorus indicus
2515. Stolephorus insularis
2516. Stolephorus multibranchus
2517. Stolephorus nelsoni
2518. Stolephorus pacificus
2519. Stolephorus ronquilloi
2520. Stolephorus shantungensis
2521. Stolephorus tri
2522. Stolephorus waitei
2523. Stolothrissa tanganicae
2524. Stomatepia mariae
2525. Stomatepia mongo
2526. Stomatepia pindu
2527. Stomatorhinus ater
2528. Stomatorhinus corneti
2529. Stomatorhinus fuliginosus
2530. Stomatorhinus humilior
2531. Stomatorhinus ivindoensis
2532. Stomatorhinus kununguensis
2533. Stomatorhinus microps
2534. Stomatorhinus patrizii
2535. Stomatorhinus polli
2536. Stomatorhinus polylepis
2537. Stomatorhinus puncticulatus
2538. Stomatorhinus schoutedeni
2539. Stomatorhinus walkeri
2540. Stomias affinis
2541. Stomias atriventer
2542. Stomias boa boa
2543. Stomias boa colubrinus
2544. Stomias boa ferox
2545. Stomias brevibarbatus
2546. Stomias danae
2547. Stomias gracilis
2548. Stomias lampropeltis
2549. Stomias longibarbatus
2550. Stomias nebulosus
2551. Stonogobiops dracula
2552. Stonogobiops medon
2553. Stonogobiops nematodes
2554. Stonogobiops pentafasciata
2555. Stonogobiops xanthorhinica
2556. Stonogobiops yasha
2557. Storrsia olsoni
2558. Strabozebrias cancellatus
2559. Strangomera bentincki
2560. Stromateus brasiliensis
2561. Stromateus fiatola
2562. Stromateus stellatus
2563. Strongylura anastomella
2564. Strongylura exilis
2565. Strongylura fluviatilis
2566. Strongylura hubbsi
2567. Strongylura incisa
2568. Strongylura krefftii
2569. Strongylura leiura
2570. Strongylura marina
2571. Strongylura notata forsythia
2572. Strongylura notata notata
2573. Strongylura scapularis
2574. Strongylura senegalensis
2575. Strongylura strongylura
2576. Strongylura timucu
2577. Strongylura urvillii
2578. Strophidon sathete
2579. Sturisoma aureum
2580. Sturisoma barbatum
2581. Sturisoma brevirostre
2582. Sturisoma dariense
2583. Sturisoma festivum
2584. Sturisoma frenatum
2585. Sturisoma guentheri
2586. Sturisoma kneri
2587. Sturisoma lyra
2588. Sturisoma monopelte
2589. Sturisoma nigrirostrum
2590. Sturisoma panamense
2591. Sturisoma robustum
2592. Sturisoma rostratum
2593. Sturisoma tenuirostre
2594. Sturisomatichthys caquetae
2595. Sturisomatichthys citurensis
2596. Sturisomatichthys leightoni
2597. Sturisomatichthys tamanae
2598. Stygichthys typhlops
2599. Stygnobrotula latebricola
2600. Stylephorus chordatus
2601. Stypodon signifer
2602. Sudis atrox
2603. Sudis hyalina
2604. Sueviota aprica
2605. Sueviota atrinasa
2606. Sueviota lachneri
2607. Sueviota larsonae
2608. Suezichthys arquatus
2609. Suezichthys aylingi
2610. Suezichthys bifurcatus
2611. Suezichthys caudavittatus
2612. Suezichthys cyanolaemus
2613. Suezichthys devisi
2614. Suezichthys gracilis
2615. Suezichthys notatus
2616. Suezichthys russelli
2617. Suezichthys soelae
2618. Sufflamen albicaudatum
2619. Sufflamen bursa
2620. Sufflamen chrysopterum
2621. Sufflamen fraenatum
2622. Sufflamen verres
2623. Sufflogobius bibarbatus
2624. Suggrundus cooperi
2625. Suggrundus macracanthus
2626. Suggrundus meerdervoortii
2627. Sunagocia otaitensis
2628. Sunagocia sainsburyi
2629. Sundadanio axelrodi
2630. Sundasalanx malleti
2631. Sundasalanx megalops
2632. Sundasalanx mekongensis
2633. Sundasalanx mesops
2634. Sundasalanx microps
2635. Sundasalanx platyrhynchus
2636. Sundasalanx praecox
2637. Sundoreonectes obesus
2638. Sundoreonectes sabanus
2639. Sundoreonectes tiomanensis
2640. Suruga fundicola
2641. Sutorectus tentaculatus
2642. Suttonia lineata
2643. Suttonia suttoni
2644. Svetovidovia lucullus
2645. Syacium guineensis
2646. Syacium gunteri
2647. Syacium latifrons
2648. Syacium longidorsale
2649. Syacium maculiferum
2650. Syacium micrurum
2651. Syacium ovale
2652. Syacium papillosum
2653. Symbolophorus barnardi
2654. Symbolophorus boops
2655. Symbolophorus californiensis
2656. Symbolophorus evermanni
2657. Symbolophorus kreffti
2658. Symbolophorus reversus
2659. Symbolophorus rufinus
2660. Symbolophorus veranyi
2661. Symphodus bailloni
2662. Symphodus cinereus
2663. Symphodus doderleini
2664. Symphodus mediterraneus
2665. Symphodus melanocercus
2666. Symphodus melops
2667. Symphodus ocellatus
2668. Symphodus roissali
2669. Symphodus rostratus
2670. Symphodus tinca
2671. Symphorichthys spilurus
2672. Symphorus nematophorus
2673. Symphurus arawak
2674. Symphurus atramentatus
2675. Symphurus atricaudus
2676. Symphurus australis
2677. Symphurus bathyspilus
2678. Symphurus billykrietei
2679. Symphurus callopterus
2680. Symphurus caribbeanus
2681. Symphurus chabanaudi
2682. Symphurus civitatium
2683. Symphurus diabolicus
2684. Symphurus diomedeanus
2685. Symphurus elongatus
2686. Symphurus fasciolaris
2687. Symphurus fuscus
2688. Symphurus gilesii
2689. Symphurus ginsburgi
2690. Symphurus gorgonae
2691. Symphurus hondoensis
2692. Symphurus insularis
2693. Symphurus jenynsi
2694. Symphurus kyaropterygium
2695. Symphurus leei
2696. Symphurus ligulatus
2697. Symphurus lubbocki
2698. Symphurus luzonensis
2699. Symphurus macrophthalmus
2700. Symphurus maldivensis
2701. Symphurus marginatus
2702. Symphurus marmoratus
2703. Symphurus melanurus
2704. Symphurus melasmatotheca
2705. Symphurus microlepis
2706. Symphurus microrhynchus
2707. Symphurus minor
2708. Symphurus monostigmus
2709. Symphurus nebulosus
2710. Symphurus nigrescens
2711. Symphurus normani
2712. Symphurus novemfasciatus
2713. Symphurus ocellaris
2714. Symphurus ocellatus
2715. Symphurus oculellus
2716. Symphurus oligomerus
2717. Symphurus ommaspilus
2718. Symphurus orientalis
2719. Symphurus parvus
2720. Symphurus pelicanus
2721. Symphurus piger
2722. Symphurus plagiusa
2723. Symphurus plagusia
2724. Symphurus prolatinaris
2725. Symphurus pusillus
2726. Symphurus regani
2727. Symphurus reticulatus
2728. Symphurus rhytisma
2729. Symphurus schultzi
2730. Symphurus septemstriatus
2731. Symphurus stigmosus
2732. Symphurus strictus
2733. Symphurus tessellatus
2734. Symphurus thermophilus
2735. Symphurus trewavasae
2736. Symphurus trifasciatus
2737. Symphurus undatus
2738. Symphurus undecimplerus
2739. Symphurus urospilus
2740. Symphurus vanmelleae
2741. Symphurus variegatus
2742. Symphurus varius
2743. Symphurus williamsi
2744. Symphurus woodmasoni
2745. Symphysanodon andersoni
2746. Symphysanodon berryi
2747. Symphysanodon disii
2748. Symphysanodon katayamai
2749. Symphysanodon maunaloae
2750. Symphysanodon mona
2751. Symphysanodon octoactinus
2752. Symphysanodon parini
2753. Symphysanodon rhax
2754. Symphysanodon typus
2755. Symphysodon aequifasciatus
2756. Symphysodon discus
2757. Sympterichthys politus
2758. Sympterichthys unipennis
2759. Sympterichthys verrucosus
2760. Sympterygia acuta
2761. Sympterygia bonapartii
2762. Sympterygia brevicaudatus
2763. Sympterygia lima
2764. Synagrops adeni
2765. Synagrops analis
2766. Synagrops argyreus
2767. Synagrops bellus
2768. Synagrops japonicus
2769. Synagrops malayanus
2770. Synagrops microlepis
2771. Synagrops philippinensis
2772. Synagrops pseudomicrolepis
2773. Synagrops serratospinosus
2774. Synagrops spinosus
2775. Synagrops trispinosus
2776. Synanceia alula
2777. Synanceia horrida
2778. Synanceia nana
2779. Synanceia platyrhyncha
2780. Synanceia verrucosa
2781. Synaphobranchus affinis
2782. Synaphobranchus brevidorsalis
2783. Synaphobranchus calvus
2784. Synaphobranchus dolichorhynchus
2785. Synaphobranchus kaupii
2786. Synaphobranchus oregoni
2787. Synaptolaemus cingulatus
2788. Synaptura albomaculata
2789. Synaptura cadenati
2790. Synaptura commersonnii
2791. Synaptura lusitanica lusitanica
2792. Synaptura lusitanica nigromaculata
2793. Synaptura marginata
2794. Synaptura megalepidoura
2795. Synaptura nigra
2796. Synaptura salinarum
2797. Synaptura selheimi
2798. Synaptura villosa
2799. Synapturichthys kleinii
2800. Synbranchus lampreia
2801. Synbranchus madeirae
2802. Synbranchus marmoratus
2803. Synchiropus altivelis
2804. Synchiropus atrilabiatus
2805. Synchiropus bartelsi
2806. Synchiropus circularis
2807. Synchiropus claudiae
2808. Synchiropus delandi
2809. Synchiropus grandoculis
2810. Synchiropus grinnelli
2811. Synchiropus hawaiiensis
2812. Synchiropus ijimae
2813. Synchiropus kuiteri
2814. Synchiropus laddi
2815. Synchiropus lateralis
2816. Synchiropus lineolatus
2817. Synchiropus marmoratus
2818. Synchiropus minutulus
2819. Synchiropus monacanthus
2820. Synchiropus morrisoni
2821. Synchiropus moyeri
2822. Synchiropus novaecaledoniae
2823. Synchiropus ocellatus
2824. Synchiropus orientalis
2825. Synchiropus orstom
2826. Synchiropus phaeton
2827. Synchiropus picturatus
2828. Synchiropus postulus
2829. Synchiropus rameus
2830. Synchiropus randalli
2831. Synchiropus richeri
2832. Synchiropus rosulentus
2833. Synchiropus rubrovinctus
2834. Synchiropus sechellensis
2835. Synchiropus signipinnis
2836. Synchiropus splendidus
2837. Synchiropus springeri
2838. Synchiropus stellatus
2839. Synchiropus zamboangana
2840. Synchirus gilli
2841. Syncomistes butleri
2842. Syncomistes kimberleyensis
2843. Syncomistes rastellus
2844. Syncomistes trigonicus
2845. Syncrossus beauforti
2846. Syncrossus berdmorei
2847. Syncrossus helodes
2848. Syncrossus hymenophysa
2849. Syncrossus reversa
2850. Synechogobius ommaturus
2851. Syngnathoides biaculeatus
2852. Syngnathus abaster
2853. Syngnathus acus
2854. Syngnathus affinis
2855. Syngnathus auliscus
2856. Syngnathus californiensis
2857. Syngnathus caribbaeus
2858. Syngnathus carinatus
2859. Syngnathus dawsoni
2860. Syngnathus euchrous
2861. Syngnathus exilis
2862. Syngnathus floridae
2863. Syngnathus folletti
2864. Syngnathus fuscus
2865. Syngnathus insulae
2866. Syngnathus leptorhynchus
2867. Syngnathus louisianae
2868. Syngnathus macrobrachium
2869. Syngnathus macrophthalmus
2870. Syngnathus makaxi
2871. Syngnathus pelagicus
2872. Syngnathus phlegon
2873. Syngnathus rostellatus
2874. Syngnathus safina
2875. Syngnathus schlegeli
2876. Syngnathus schmidti
2877. Syngnathus scovelli
2878. Syngnathus springeri
2879. Syngnathus taenionotus
2880. Syngnathus tenuirostris
2881. Syngnathus typhle
2882. Syngnathus variegatus
2883. Syngnathus watermeyeri
2884. Synodontis acanthomias
2885. Synodontis acanthoperca
2886. Synodontis afrofischeri
2887. Synodontis alberti
2888. Synodontis albolineata
2889. Synodontis angelica
2890. Synodontis annectens
2891. Synodontis ansorgii
2892. Synodontis arnoulti
2893. Synodontis aterrima
2894. Synodontis bastiani
2895. Synodontis batensoda
2896. Synodontis batesii
2897. Synodontis brichardi
2898. Synodontis budgetti
2899. Synodontis camelopardalis
2900. Synodontis caudalis
2901. Synodontis caudovittata
2902. Synodontis centralis
2903. Synodontis clarias
2904. Synodontis comoensis
2905. Synodontis congica
2906. Synodontis contracta
2907. Synodontis courteti
2908. Synodontis cuangoana
2909. Synodontis decora
2910. Synodontis dekimpei
2911. Synodontis depauwi
2912. Synodontis dhonti
2913. Synodontis dorsomaculata
2914. Synodontis euptera
2915. Synodontis filamentosa
2916. Synodontis flavitaeniata
2917. Synodontis frontosa
2918. Synodontis fuelleborni
2919. Synodontis gambiensis
2920. Synodontis geledensis
2921. Synodontis gobroni
2922. Synodontis grandiops
2923. Synodontis granulosa
2924. Synodontis greshoffi
2925. Synodontis guttata
2926. Synodontis haugi
2927. Synodontis ilebrevis
2928. Synodontis irsacae
2929. Synodontis iturii
2930. Synodontis katangae
2931. Synodontis khartoumensis
2932. Synodontis koensis
2933. Synodontis kogonensis
2934. Synodontis laessoei
2935. Synodontis leoparda
2936. Synodontis leopardina
2937. Synodontis levequei
2938. Synodontis longirostris
2939. Synodontis longispinis
2940. Synodontis lucipinnis
2941. Synodontis lufirae
2942. Synodontis macrophthalma
2943. Synodontis macrops
2944. Synodontis macropunctata
2945. Synodontis macrostigma
2946. Synodontis macrostoma
2947. Synodontis manni
2948. Synodontis marmorata
2949. Synodontis matthesi
2950. Synodontis melanoptera
2951. Synodontis membranacea
2952. Synodontis multimaculata
2953. Synodontis multipunctata
2954. Synodontis nebulosa
2955. Synodontis nigrita
2956. Synodontis nigriventris
2957. Synodontis nigromaculata
2958. Synodontis njassae
2959. Synodontis notata
2960. Synodontis nummifer
2961. Synodontis obesus
2962. Synodontis ocellifer
2963. Synodontis omias
2964. Synodontis orientalis
2965. Synodontis ornatipinnis
2966. Synodontis ornatissima
2967. Synodontis ouemeensis
2968. Synodontis pardalis
2969. Synodontis petricola
2970. Synodontis pleurops
2971. Synodontis polli
2972. Synodontis polyodon
2973. Synodontis polystigma
2974. Synodontis pulcher
2975. Synodontis punctifer
2976. Synodontis punctulata
2977. Synodontis rebeli
2978. Synodontis resupinata
2979. Synodontis ricardoae
2980. Synodontis robbianus
2981. Synodontis robertsi
2982. Synodontis ruandae
2983. Synodontis rufigiensis
2984. Synodontis rukwaensis
2985. Synodontis schall
2986. Synodontis schoutedeni
2987. Synodontis serpentis
2988. Synodontis serrata
2989. Synodontis smiti
2990. Synodontis soloni
2991. Synodontis sorex
2992. Synodontis steindachneri
2993. Synodontis tanganyicae
2994. Synodontis tessmanni
2995. Synodontis thamalakanensis
2996. Synodontis thysi
2997. Synodontis tourei
2998. Synodontis unicolor
2999. Synodontis vaillanti
3000. Synodontis vanderwaali
3001. Synodontis velifer
3002. Synodontis vermiculata
3003. Synodontis victoriae
3004. Synodontis violacea
3005. Synodontis voltae
3006. Synodontis waterloti
3007. Synodontis woleuensis
3008. Synodontis woosnami
3009. Synodontis xiphias
3010. Synodontis zambezensis
3011. Synodontis zanzibarica
3012. Synodus amaranthus
3013. Synodus binotatus
3014. Synodus capricornis
3015. Synodus dermatogenys
3016. Synodus doaki
3017. Synodus englemani
3018. Synodus evermanni
3019. Synodus falcatus
3020. Synodus foetens
3021. Synodus fuscus
3022. Synodus gibbsi
3023. Synodus hoshinonis
3024. Synodus indicus
3025. Synodus intermedius
3026. Synodus jaculum
3027. Synodus janus
3028. Synodus kaianus
3029. Synodus lacertinus
3030. Synodus lobeli
3031. Synodus lucioceps
3032. Synodus macrocephalus
3033. Synodus macrops
3034. Synodus marchenae
3035. Synodus mascarensis
3036. Synodus oculeus
3037. Synodus poeyi
3038. Synodus randalli
3039. Synodus rubromarmoratus
3040. Synodus sageneus
3041. Synodus saurus
3042. Synodus scituliceps
3043. Synodus sechurae
3044. Synodus similis
3045. Synodus synodus
3046. Synodus taiwanensis
3047. Synodus tectus
3048. Synodus ulae
3049. Synodus usitatus
3050. Synodus variegatus